# النيجر
النَيجَر ورسمياً جمهورية النيجر هي بلد حبيس تقع في غرب أفريقيا وأطلق عليها اسم النيجر نسبة إلى نهر النيجر الذي يخترق أراضيها. ويحدها من الجنوب نيجيريا وبنين ومن الغرب بوركينا فاسو ومالي ومن الشمال كلاً من الجزائر وليبيا، فيما تحدها تشاد من جهة الشرق.
يبلغ إجمالي مساحة النيجر حوالي 1,270,000 كم مربع، مما يجعلها أكبر دول في منطقة غرب أفريقيا من حيث المساحة، كما يبلغ إجمالي عدد السكان قرابة 25,370,000 نسمة في 2023. يتركز معظمهم في أقصى جنوب وغرب البلاد. وعاصمتها هي مدينة نيامي وهي أكبر مدن النيجر التي تقع أغلبها على الضفة الشرقية لنهر النيجر في الجزء الجنوبي الغربي من البلاد.
تعد النيجر أحد أفقر دول العالم وأقلها نمواً على الإطلاق؛ إذ تغطي الصحراء الكبرى ما يقرب من 80% من إجمالي مساحة البلاد، في حين تتهدد الأجزاء الباقية مشكلات مناخية أخرى مثل الجفاف والتصحر. ويعتمد اقتصاد البلاد بشكل شبه كلي على تصدير بعض المنتجات الزراعية والتي يتركز إنتاجها في الجزء الجنوبي الخصب من البلاد، بالإضافة إلى تصدير بعض المواد الخام ومن أهمها خام اليورانيوم.
وبالرغم من هذا؛ تظل النيجر عاجزة عن النهوض بنفسها اقتصاديا واجتماعيا نتيجة لموقعها كدولة حبيسة، بالإضافة إلى افتقارها للبنية التحتية المناسبة وتدهور حالة القطاع الصحي بالبلاد، وكذلك انحسار مستوى التعليم والظروف البيئية.
ويعكس المجتمع اختلافا واضحا بين فئاته نتيجة الأحداث التاريخية المستقلة التي مرت بها كل جماعة عرقية وكل منطقة بالبلاد علاوة على حداثة عهدهم كدولة واحدة. حيث كانت النيجر قديما عبارة عن أطراف مترامية لدول وممالك كبيرة أخرى. ومنذ الاستقلال تعاقبت على النيجر خمس حكومات بالإضافة إلى ثلاث فترات من الحكم العسكري حتى تم تشريع قانون انتخابي يحكم اختيار رئيس البلاد عام 1999. ويعد الإسلام هو دين أغلبية السكان في البلاد. ويسكن الجزء الأكبر من سكان النيجر المناطق النائية من البلاد حيث يفتقرون لفرص الانتظام في التعليم.

## جغرافيا

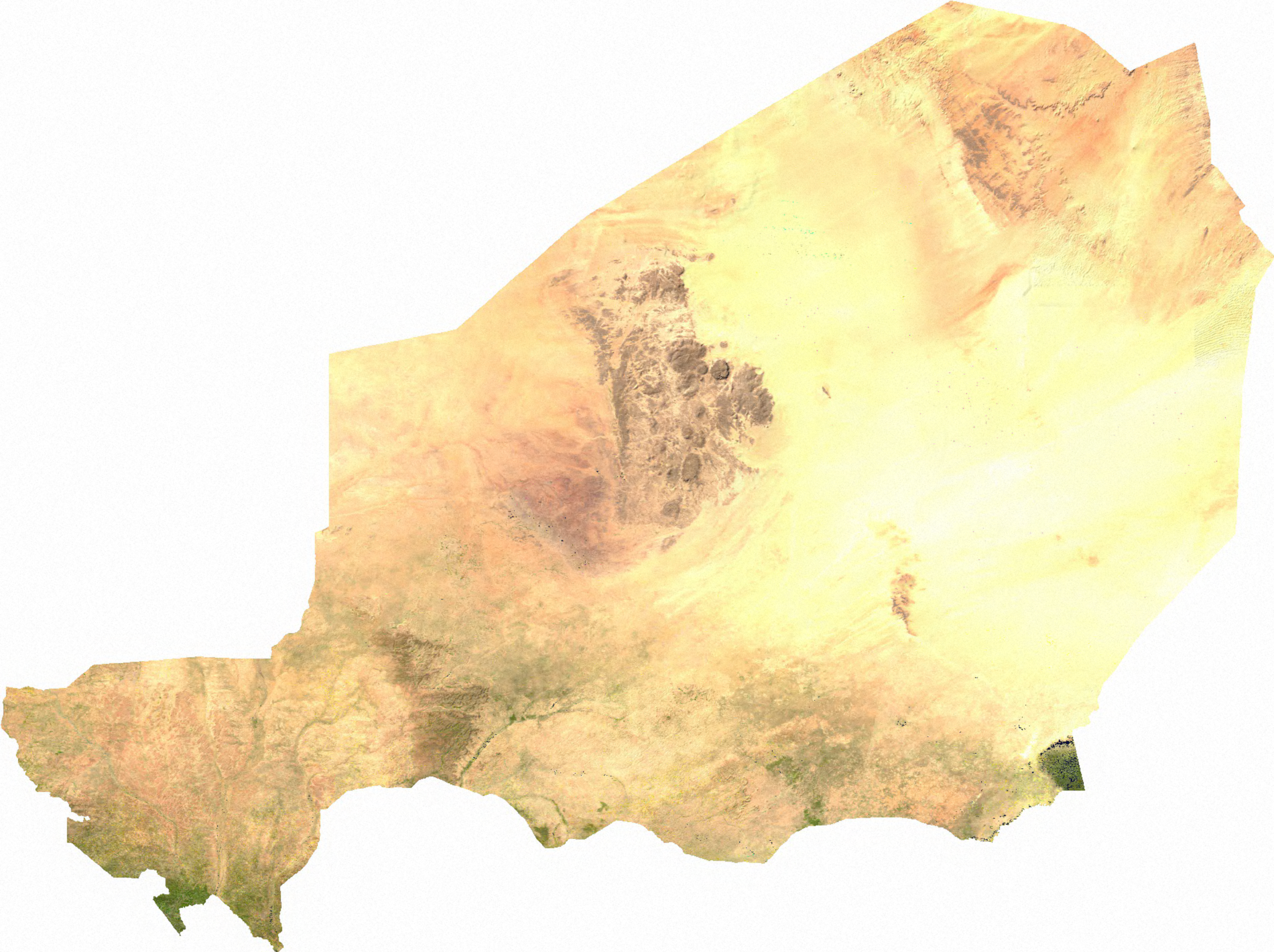
صورة بالقمر الصناعي توضح معالم النيجر التضاريسية

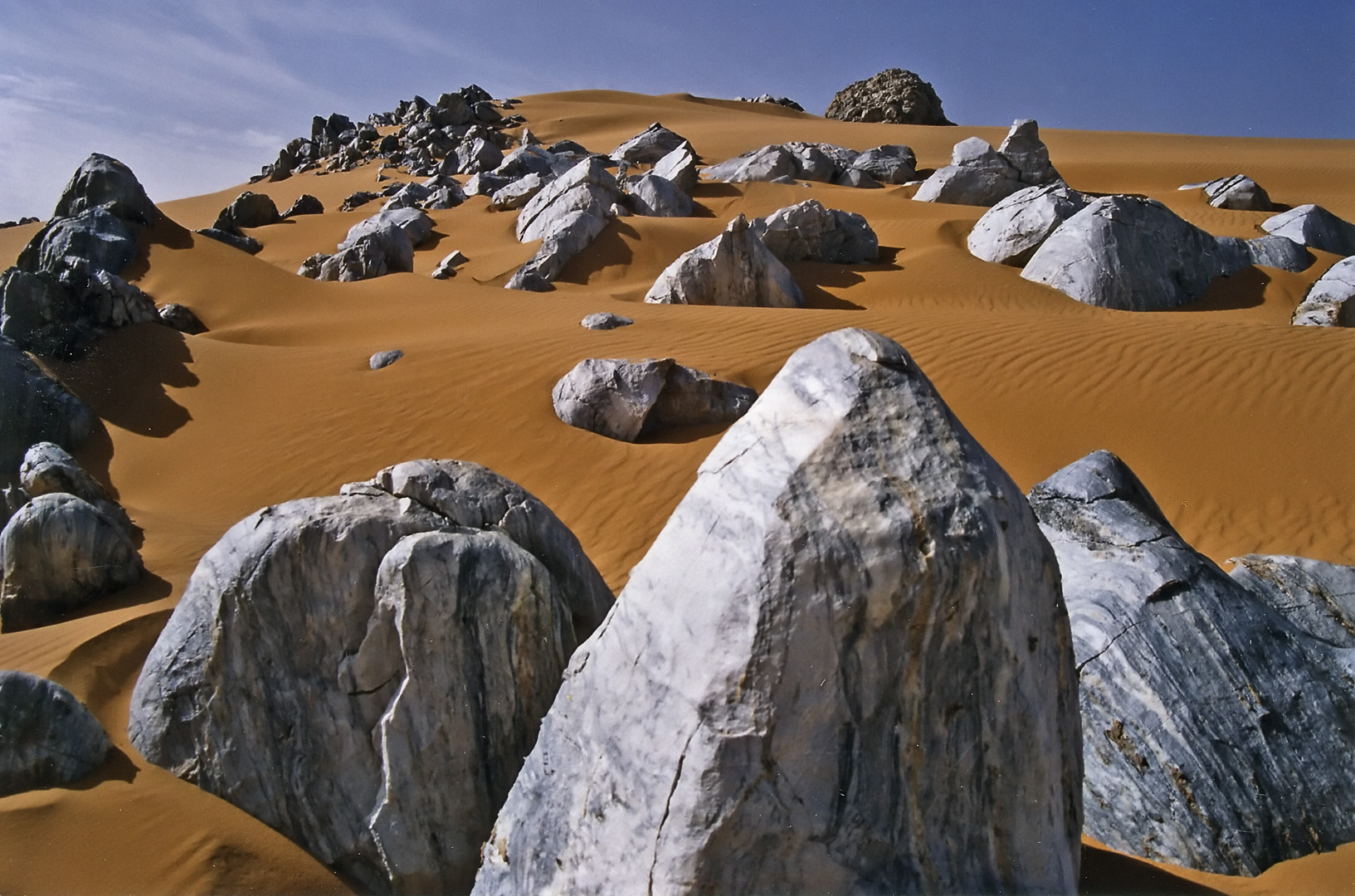
الجبال الزرقاء شرق مسيف إير مصنفة من مواقع التراث العالمي

النيجر دولة حبيسة بغرب أفريقيا؛ وتقع في المنطقة الجغرافية الفاصلة بين الصحراء الكبرى والمنطقة الواقعة جنوبها والتي تدعى بـإفريقيا السوداء. وتقع في حدود دائرة عرض 16 درجة شمالاََ وخط طول 8 درجات شرقًا. وتبلغ مساحة النيجر 1,267,000 كم مربع (489,191 ميل مربع) كما تغطي المسطحات المائية مساحة 300 كم مربع (116 ميل مربع) من إجمالي مساحة الدولة. تأتي النيجر في المرتبة الثانية والعشرين عالميا من حيث المساحة التي تقل قليلا عن ضعف مساحة فرنسا.
ويحد النيجر سبع دول من جميع الجهات ويبلغ طول شريطها الحدودي 5,697 كم إجمالًا (3,540 ميل) وتعد حدودها مع نيجيريا في الجنوب هي أطول الحدود حيث تبلغ 1,497 كم (930 ميل)، ثم حدودها مع تشاد شرقًا 1,175 كم (730 ميل)، ثم الجزائر في الشمال الغربي 956 كم (594 ميل)، ومالي 821 كم (510 ميل)، ويفصلها شريط قصير عن بوركينا فاسو في الجنوب الغربي يبلغ طوله 628 كم (390 ميل)، وبنين وطوله 266 كم (165 ميل) وأخيرًا حدودها في الشمال الشرقي مع ليبيا بطول 354 كم (220 ميل).

خريطة تصنيف «كوبن» المناخ في النيجر.

والمناخ في النيجر مداري جاف شديد الحرارة عدا أقصى جنوب الدولة حيث المناخ الاستوائي على حدود حوض نهر النيجر. وتغطي الصحراء والكثبان الرملية أغلب أراضي النيجر عدا الجزء الجنوبي من البلاد الذي تغطيه غابات السافانا المنخفضة إلى المتوسطة الارتفاع والجزء الشمالي للبلاد والذي تغطيه الهضاب.
ويعد نهر النيجر أكثر النقاط الجغرافية انخفاضاً؛ حيث يبلغ ارتفاعه 200 متر فوق سطح البحر (656 قدم)، في حين تعد قمة جبل إيدوكال نيتغريس بسلسلة جبال إيار ماسيف أعلى نقطة جغرافية بالبلاد حيث ترتفع بمقدار 2,022 متر فوق سطح البحر (6,634 قدم).

## التاريخ
بالرغم من وقوع النيجر في قلب الصحراء الكبرى القاحلة؛ إلا أن الآثار التاريخية تؤكد على أن هذه الأراضي كانت عشبية خصبة حتى خمسة آلاف سنة مضت؛ والدليل على ذلك ما تركه الرعاة الذين استعمروا تلك الأرض من رسومات ونقوش خلّفوها وراءهم تمثل الحياة البرية واستئناس الحيوانات بالإضافة إلى صور وآثار لعربات تجرّها الخيول وثقافة أصيلة يمتد عمرها إلى عشرة آلاف سنة قبل الميلاد.

### إمبراطوريات ما قبل الاستعمار

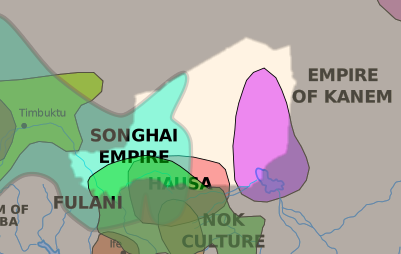
خريطة توضيحية للإمبراطوريات المتعاقبة على النيجر قبل الاستعمار الفرنسي.

ازدهرت الحضارة في هذه المنطقة من الصحراء الكبرى بالقرب من بحيرة تشاد الواقعة في الجنوب الشرقي للبلاد، وعرفت هذه الحضارة باسم حضارة كانم - بورنو، وراحت تنشر الإسلام في هذه المنطقة القاحلة اعتباراً من القرن الحادي عشر للميلاد. وفي القرن الخامس عشر؛ أقام الطوارق سلطنة أجاديز التي كان لها السيادة على شمالي البلاد. في نهاية القرن 16 قام مغرب في عهد سلالة السعديين ببعثة بقيادة جودار باشا وانتهت بإنهاء عهد إمبراطورية الصونغي وأصبح شمال النيجر تابعًا للمغرب لعدة سنين ضمن باشوية تامبوكتو لي هي كانت ولاية يحكمها بشوات مغاربة عاصمتها تمبوكتو وتمتد على مساحة شاسعة من شمال تشاد ومالي تدين ولاء للسلاطين مغرب لأقصى السعدين . وحتى العلويين من بعدهم وفي اواخر القرن السابع عشر تفككت باشوية تمبوكتو وأقامت قبائل الجرما إمبراطورية على شاطئ نهر النيجر في الجنوب الغربي للبلاد.
في القرن الثامن عشر أسست شعوب الهوسا مملكة جوبير القوية. وفي أواخر القرن الثامن عشر وأوائل القرن التاسع عشر؛ قام المستكشفون الأوروبيون بزيارة البلاد. وكان من أول وأشهر تلك الحملات الاستكشافية للبلاد تلك التي قادها كلٌ من البريطاني مونغو بارك والألماني هاينريش بارت وذلك لاستكشاف منابع نهر النيجر. وفي هذه الأثناء أقام الفولانيون سلطنة صكتو وذلك سعيًا منهم لإحياء الحركة الدينية الإسلامية في المنطقة.

### النيجر تحت الحكم الفرنسي
وفي أواخر القرن التاسع عشر قامت فرنسا بغزو المنطقة وأنهوا تجارة الرقيق هناك. وفي عام 1904 أصبحت النيجر جزءاً من إفريقيا الغربية الفرنسية، لكن قبائل الطوارق ظلت تقاوم الاحتلال الفرنسي حتى عام 1922 عندما حولت فرنسا البلاد إلى مستعمرة فرنسية.
وفي عام 1946 أصبحت النيجر واحدة من الأقاليم الفرنسية فيما وراء البحار، ولها مجلسها التشريعي الخاص بها، ولها تمثيل نيابي في البرلمان الفرنسي.

### الاستقلال

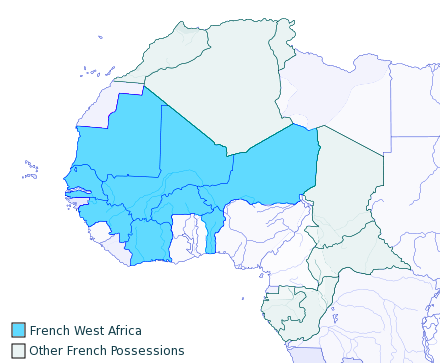
خريطة إفريقيا الغربية الفرنسية عام 1913.

في 23 يوليو 1956؛ اتخذت السلطات الفرنسية قراراً بإعادة النظر في هيكل مستعمرات ما وراء البحار الخاضعة للحكم الفرنسي؛ تبعه إعادة تنظيم البرلمان الفرنسي في أوائل 1957 ومن ثم إصدار قرار بشأن إلغاء التفرقة في الإدلاء بالأصوات داخل البرلمان ومنح ممثلي الأقاليم الخاضعة تحت الحكم الفرنسي حقوقا مساوية لأعضاء البرلمان فرنسي الجنسية ومن ثم المشاركة في تشريع القوانين سواء الفرنسية أو تلك المختصة بشؤون أقاليم ما وراء البحار، الأمر الذي ساعد العديد من الدول الواقعة تحت السيادة الفرنسية على التمتع بشيء من الحكم الذاتي والقدرة على تكوين نواة لحكومات وطنية تدير شؤون البلاد. وكان للنيجر حظٌ في ذلك؛ حيث تمتعت بالحكم الذاتي تحت الوصاية الفرنسية بعد قيام الجمهورية الخامسة بفرنسا في 4 ديسمبر 1958 حتى نالت النيجر استقلالها التام في 3 أغسطس 1960.

### الحزب الأوحد والحكم العسكري (1961 – 1991)
منذ اليوم الأول للاستقلال وحتى أربعة عشر عام تلت ذلك؛ خضعت النيجر لحكم مدني أحادي الحزب تحت رئاسة هاماني ديوري والذي استمر في حكم البلاد حتى عام 1974، حافظ خلالها ديوري على علاقات وطيدة مع فرنسا والتمس مساعدتها على بداية إنتاج اليورانيوم عام 1971. حتى عصفت بالبلاد أزمة جفاف شديدة القسوة تزامنت مع العديد من الاتهامات والاعتقالات من جانب الحكومة تجاه أعضاء المعارضة وحملات مكثفة ضد من وصفتهم الحكومة بالفاسدين، الأمر الذي أدى إلى قيام انقلاب عسكري بقيادة رئيس الحكومة أن ذاك العقيد ساني كونتشيه حيث تمت الإطاحة بنظام ديوري واعتلاء كونتشيه سدة الحكم. وظلت النيجر تحت طائلة الحكم العسكري حتى وفاة كونتشيه عام 1987 وقَّع خلالها على اتفاقية للتعاون المشترك مع فرنسا عام 1977، كما قام بخصخصة جزئية للشركات المملوكة للدولة وذلك نتيجة لوقوع جفاف آخر بالبلاد وزيادة مديونية الحكومة خاصة أسعار اليورانيوم عالميا.
وخلف كونتشيه في الحكم رئيس حكومته العقيد علي سايبو الذي قام بإطلاق سراح المسجونين السياسيين، وقام بتحرير العديد من القوانين - خاصة السياسية - وقام بإعلان الجمهورية الثانية في النيجر، وتبنى نظام حكم معتدل أحادي الحزب في محاولة منه للسيطرة على الأمور السياسية للبلاد. وبالرغم من ذلك لم يتمكن سايبو من إحكام السيطرة على مقاليد السياسة بالبلاد نتيجة لمطالب المعارضة واضرابات متكررة قام بها الطلاب والعاملين بالقطاع الصناعي للدولة بإقامة نظام حكم ديموقراطي يقوم على التعددية الحزبية مما أدى إلى رضوخ نظام سايبو في النهاية لمطالب المعارضة مع نهاية عام 1990.
ومع بداية عام 1991 ازدهرت الحياة السياسية بالنيجر ونشأت العديد من الأحزاب والجمعيات الأهلية، الأمر الذي ساعد على إقامة مؤتمر للمصالحة الوطنية في يوليو 1991 تمهيدا لتبني العديد من التشريعات القانونية التي من شأنها إقامة حياة سياسية جديدة وانتخابات رئاسية نزيهة. كما أصدر المؤتمر برئاسة أندريه ساليفو قرارا بتجريد سايبو من سلطاته وتعيين حكومة انتقالية لإدارة شؤون البلاد حتى الانتهاء من الانتخابات الرئاسية.

### الجمهورية الثالثة
استمرت الحكومة الانتقالية في إدارة شؤون البلاد من نوفمبر 1991 وحتى انهيارها في أواخر عام 1992، وسط مشاكل اقتصادية واضطرابات عرقية من جانب الطوارق المطالبين بالاستقلال في شمال البلاد. وبالرغم من تدهور الوضع الاقتصادي للبلاد خلال هذه الفترة الانتقالية؛ إلا أن النيجر شهدت تطوراً كبيراً في الكثير من المجالات الحياتية والسياسية والاجتماعية؛ لعل من أهمها النجاح في تشكيل قانون لإعادة هيكلة الهيئات الإدارية للبلاد، وإقامة انتخابات هادئة حرة ونزيهة، بالإضافة إلى حرية الصحافة؛ الأمر الذي ساعد على صدور العديد من الصحف المستقلة بالبلاد.
وفي إبريل 1993 فاز حزب تحالف قوى التغيير (وهو حزب يساري وسطي) بأغلبية مطلقة في انتخابات المجلس التشريعي، وتم انتخاب ماهامان عثمان، وهو مسلم من قبائل الهوسا، رئيساً للجمهورية في أول انتخابات ديموقراطية حرة تشهدها البلاد.
وفي عام 1994 تم توقيع اتفاق سلام مع طوارق الشمال حيث تم منحهم حكماً ذاتياً محدوداً.
وتمتعت النيجر بحياة سياسية هادئة حتى الانتخابات البرلمانية في يناير 1995 والتي فاز بها أيضا حزب تحالف قوى التغيير ولكن بنسبة أقل هذه المرة، وظهر جليا خلال تلك الانتخابات تنازع كلٍ من رئيس الدولة ورئيس الوزراء على إحكام السيطرة على مقاليد السياسة للبلاد؛ مما مكن العقيد إبراهيم باري مناصرة من الإطاحة بالجمهورية الثالثة خلال الانقلاب العسكري الذي قاده في يناير من عام 1996.

### الحكم العسكري والجمهورية الرابعة
بعد ستة أشهر من جلوسه على رأس الحكومة الانتقالية للبلاد، عمد العقيد إبراهيم باري للمختصين بالشئون الداخلية لإنشاء مسودة قرار لإعلان قيام الجمهورية الرابعة للبلاد في مايو 1996. ودعى لانتخابات رئاسية في يوليو من العام نفسه. وخلال سير الاقتراع على منصب الرئاسة قام باري بحل اللجنة المشرفة على الانتخابات وتعيين لجنة جديدة قامت بإعلان فوزه فور نهاية الاقتراع وحصول حزبه على نسبة 57% من مقاعد البرلمان في انتخابات شابها الكثير من التلاعبات والانتهاكات القانونية.
وتولى العقيد إبراهيم مناصرة رئاسة البلاد، في حين عهد لبخاري حاجي بتشكيل الحكومة ورئاستها حتى إقالة مناصرة في أواخر عام 1996 وتعيين أحمدو بو بكر رئيسِا للحكومة.
وبعد فشل باري في إحلال صبغةٍ شرعيةٍ على انقلابه العسكري؛ وكذلك فشله في تبرير العديد من التساؤلات حول الانتخابات الرئاسية التي نصبته رئيسًا للبلاد؛ امتنعت العديد من الدول الغربية عن مد يد العون للنيجر وبالتالي تم قطع المعونات الوافدة للنيجر من الغرب؛ الأمر الذي دفع باري لانتهاك الحظر التجاري المفروض على ليبيا في ذلك الوقت في محاولة منه للحصول على المال اللازم لإنعاش النظام الاقتصادي للبلاد. ومع تدهور الحال الاقتصادي للبلاد؛ تدهورت أيضًا سائر جوانب الحياة الاجتماعية والسياسية بالنيجر؛ حيث قامت الحكومة بانتهاك العديد من القوانين المدنية، كذلك نظمت السلطات حملات اعتقال منظمة ضد زعماء المعارضة والصحفيين من خلال مليشيات غير رسمية من أعضاء بالجيش والشرطة قاموا أيضا بحرق وتدمير العديد من المكاتب الصحفية.

### الجمهورية الخامسة (1999 – 2010)
في التاسع من إبريل عام 1999 أعلن مقتل الرئيس إبراهيم باري خلال الانقلاب العسكري الذي قام به الرائد داوودا مالام وانكي، الذي قام بتأسيس مجلس حكم عسكري انتقالي أعلن من خلاله قيام الجمهورية الخامسة بالنيجر على النظام النصف رئاسي الفرنسي.
وفي خلال الاقتراع الوطني لإعلان الجمهورية الخامسة بالنيجر - والذي أشرف عليه مراقبون دوليون وصفوه بالحيادية والنزاهة - وافق أبناء الشعب على إقامة الجمهورية الخامسة للبلاد في يوليو من عام 1999 مما ساعد على إقامة انتخابات رئاسية في أكتوبر ونوفمبر من العام نفسه فاز خلاله تحالف الحركة الوطنية للتنمية والائتلاف الديموقراطي الاشتراكي برئاسة البلاد تحت زعامة السيد مامادو تانجي.

### النظام العسكري الرابع (2009 – 2010)
تمت الإطاحة بنظام الرئيس مامادو تانجي يوم 18 فبراير 2010 إثر انقلاب عسكري تزعمه العقيد سالو جيبو قائد لواء المدرعات في الجيش النيجيري؛ حيث تم تشكيل المجلس الأعلى لاستعادة الديموقراطية وحل جميع المؤسسات بالبلاد.

#### الجمهورية السابعة (2010–2023)

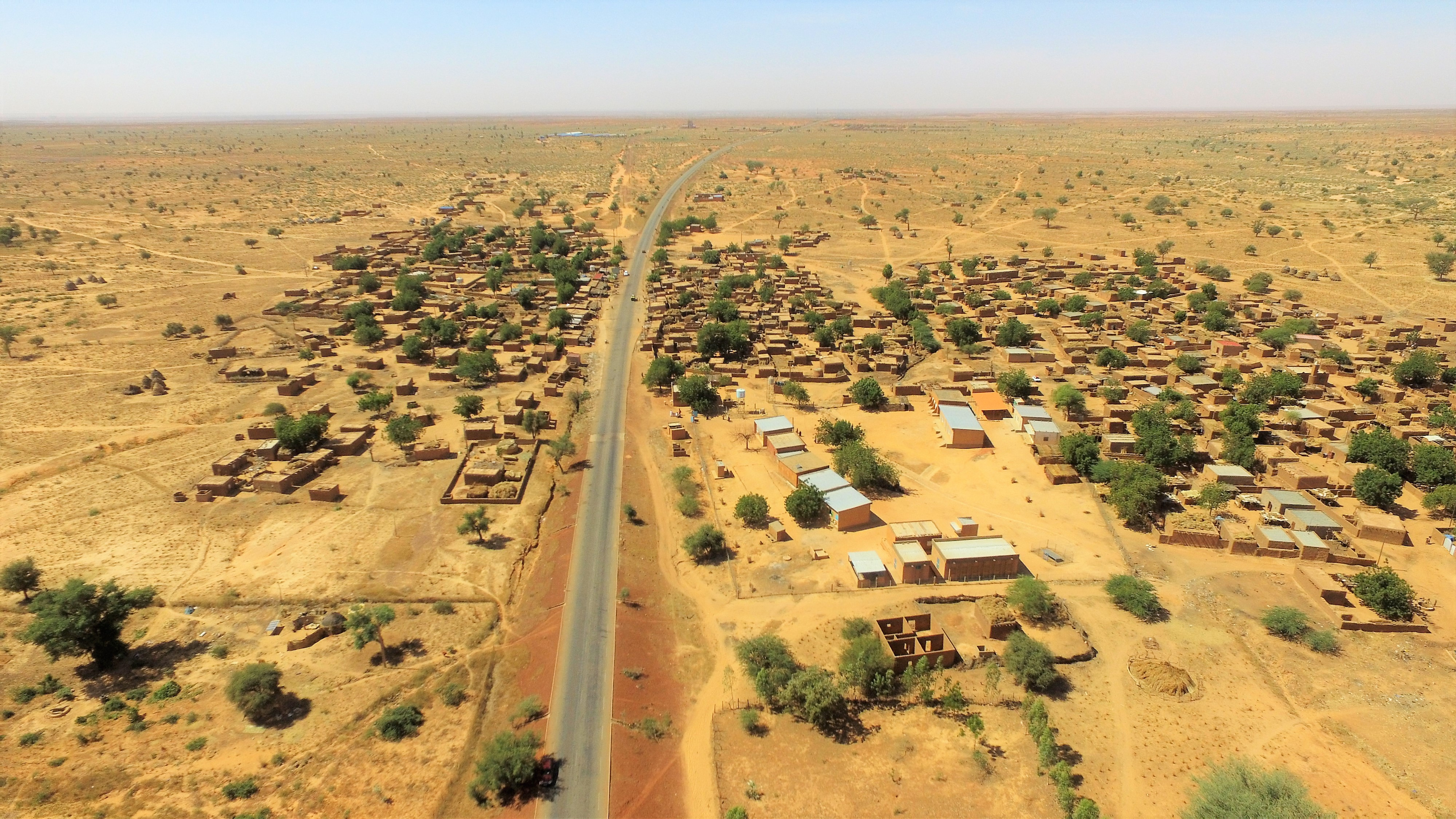
النيجر شبه القاحلة مهددة بالمزيد من التصحر.

وبعد اعتماد الدستور في عام 2010 وإجراء الانتخابات الرئاسية بعد ذلك بعام، تم انتخاب محمدو إيسوفو كأول رئيس للجمهورية السابعة؛ ثم أعيد انتخابه في عام 2016. أعاد الدستور النظام شبه الرئاسي الذي كان قد تم إلغاؤه قبل عام. وتم إحباط محاولة انقلاب ضده في عام 2011 واعتقال زعمائها. التي قضاها إيسوفو في منصبه بالتهديدات على أمن البلاد، الناجمة عن تداعيات الحرب الأهلية الليبية والصراع في شمال مالي، والتمرد في غرب النيجر من قبل القاعدة وتنظيم الدولة الإسلامية، وامتداد تمرد بوكو حرام في نيجيريا إلى جنوب شرق النيجر، واستخدام النيجر كدولة عبور للمهاجرين (التي تنظمها غالبا عصابات تهريب البشر) ساعدت القوات الفرنسية والأمريكية النيجر في مواجهة هذه التهديدات.
في 27 ديسمبر 2020، ذهب النيجيريون إلى صناديق الاقتراع بعد أن أعلن يوسفو أنه سيتنحى، مما مهد الطريق لانتقال سلمي للسلطة. لم يحصل أي مرشح على الأغلبية المطلقة في الأصوات، وجاء محمد بازوم الأقرب بنسبة 39.33%. وبموجب الدستور، أُجريت انتخابات الإعادة في 20 فبراير 2021، حيث حصل بازوم على 55.75% من الأصوات، وحصل مرشح المعارضة (الرئيس السابق) مهامان عثمان على 44.25%، وفقًا للجنة الانتخابية.
في 31 مارس 2021، أحبطت قوات الأمن النيجرية محاولة انقلاب قامت بها وحدة عسكرية في العاصمة نيامي. وسمع دوي إطلاق نار في القصر الرئاسي. ووقع الهجوم قبل يومين من أداء الرئيس المنتخب حديثا محمد بازوم اليمين الدستورية. واعتقل الحرس الرئاسي بعض الأشخاص خلال الحادث. في 2 أبريل 2021، أدى بازوم اليمين رئيساً للنيجر.

### النظام العسكري الخامس (2023–الحاضر)
في وقت متأخر من يوم 26 يوليو 2023، أطاح انقلاب عسكري ببازوم، ووضع حدًا للجمهورية السابعة وحكومة رئيس الوزراء أومودو محمدو. في 28 يوليو، أعلن الجنرال عبد الرحمن تشياني نفسه رئيسًا فعليًا للدولة في البلاد. تم إعلان وزير المالية السابق علي لامين زين رئيسًا جديدا لوزراء النيجر.

#### أزمة 2023
أدت أزمة النيجر عام 2023 إلى تهديدات بالتدخل العسكري من قبل المجموعة الاقتصادية لدول غرب إفريقيا.

### الانسحاب العسكري الفرنسي 2023
في 22 ديسمبر 2023 انسحبت القوات الفرنسية من النيجر، بعد تواجد دام عشر سنوت وفق ما أعلن الجيش النيجري في احتفال أقيم في نيامي. وأقيمت المراسم في قاعدة نيامي الجوية التي كانت تضم في أنحائها قاعدة جوية موقتة للقوات الفرنسية، استضافت قسما من الجنود والملاحين الـ1500 الذين نشرتهم باريس في البلاد. وغادرت الدفعة الأخيرة من الجنود في طائرتين عسكريتين واختتمت المراسم بتوقيع «وثيقة مشتركة» من قبل قائد القوات البرية النيجرية العقيد مامان ساني كياو وقائد القوات الفرنسية في الساحل الجنرال إريك أوزان. وفي 12 أبريل 2024 أعلن التلفزيون الرسمي في العاصمة نيامي وصول مدربين عسكريين روس وأنظمة دفاع جوي إلى النيجر في إطار تعزيز التعاون العسكري بين روسيا والنيجر، وذلك بعدما تم طرد القوات الفرنسية التي كانت موجودة على أراضيها.

## السياسة ونظام الحكم

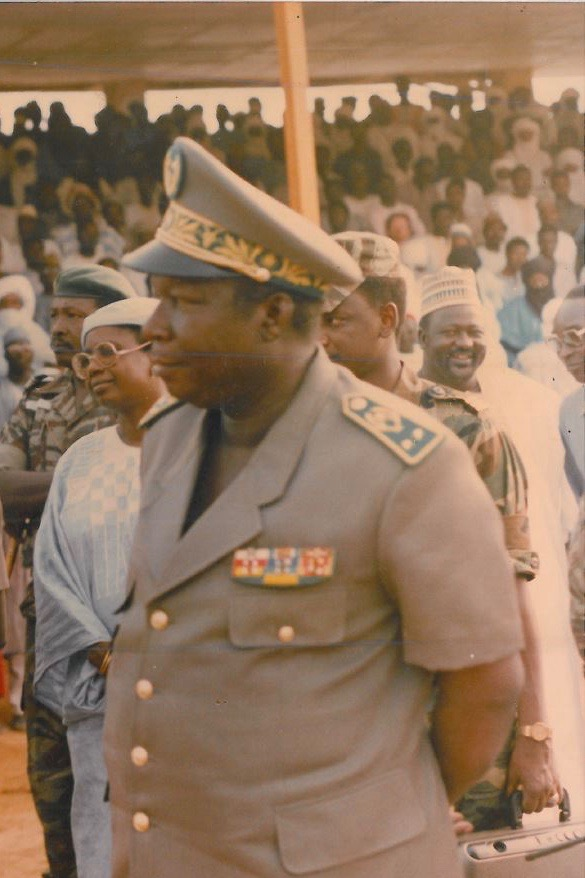
ساعد علي سايبو، الرئيس 1987-1993، في الإشراف على الانتقال من الحكم العسكري إلى الحكم المدني

تم إقرار الدستور الجديد للنيجر في 18 يوليو من عام 1999 والذي من شأنه إعادة نظام الحكم النصف رئاسي في ديسمبر من العام نفسه، والذي تم العمل به للمرة الأولى خلال فترة حكم الجمهورية الثالثة للبلاد؛ وبمقتضاه يتم انتخاب الرئيس عبر اقتراعٍ سريٍ مباشر لفترة رئاسية تمتد لخمس سنوات، ويقوم الرئيس باختيار رئيس الوزراء الذي يشاركه السلطة التنفيذية للبلاد. ونظراً لتزايد عدد السكان في النيجر؛ تمت زيادة عدد المقاعد البرلمانية من 83 مقعداً إلى 113 مقعداً عام 2004. ويتم انتخاب نواب البرلمان (ويعرف البرلمان في النيجر بالجمعية الوطنية) عن طريق القوائم الحزبية لمدة 5 سنوات ويشترط حصول الحزب الواحد على نسبة أصوات تفوق 5% حتى يتسنى له الفوز بمقعد برلماني. وتضم الجمعية الوطنية الحالية ممثلين من سبعة أحزاب ويرأس الجمعية حاليا السيد ماهامان عثمان الرئيس السابق للبلاد وزعيم الائتلاف الديموقراطي الاشتراكي. كما يعطي الدستور الحق للشعب في اختيار أعضاء المجالس المحلية والتنفيذية على مستوى الدولة، وتم إجراء أول انتخابات محلية ناجحة في 24 يوليو من عام 2004.
وقامت الجمعية الوطنية باتخاذ العديد من الخطوات للتحول نحو اللامركزية في الحكم، كان أولها في يونيو من عام 2002 حيث تم تقسيم البلاد إلى 265 بلدية، وتكون كل مجموعة من البلديات وحدات أكبر وفي النهاية تكون كل مجموعة من الوحدات منطقة محلية واحدة وهي الوحدة الرئيسية للبلاد حيث يتم تقسيم النيجر إداريًا إلى 8 مناطق (محافظة العاصمة وسبع مناطق إدارية) ويندرج تحتها 36 وحدة إدارية. ويتم تعيين حكام تلك المناطق ورؤساء الوحدات من قبل الحكومة نفسها ويمثل كل منهم رأس السلطة التنفيذية وممثلاً شخصياً لرئيس الدولة في مكانه.
في 4 ديسمبر من عام 2004، تم إعادة انتخاب الرئيس مامادو تانجا لفترة رئاسية ثانية خلال الانتخابات التشريعية للبلاد وذلك بعد تفوقه على منافسه السيد مامادو إيسوفو، حيث حصل تانجا على نسبة 65.5% من نسبة الأصوات في حين حصل منافسه على 35.5%. ومن المقرر إقامة الانتخابات الرئاسية الجديدة في ديسمبر من عام 2009. وفور انتخابه قام الرئيس تانجا بتعيين السيد هاما أمادو رئيسًا للوزراء الذي ظل في منصبه حتى يونيو من عام 2007 عندما تمت تنحيته عن منصبه وتجريده من سلطاته خلال اقتراع الجمعية الوطنية لسحب الثقة عن حكومته، وتم تعيين السيد سيني عمرو بدلًا منه في منصب رئيس الوزراء.
وقد قام الرئيس مامادو تانجا بحل الجمعية الوطنية في السادس والعشرين من مايو لعام 2009 وذلك بعد رفض المحكمة الدستورية العليا للبلاد إجراء استفتاء حول بقائه في السلطة لفترة رئاسية ثالثة وهو ما يمنعه الدستور حيث يعطي الدستور الحق للرئيس في فترتين رئاسيتين فقط. ووفقا للدستور تمت إعادة انتخاب برلمانٍ جديدٍ للبلاد خلال ثلاثة أشهر من حله.

### الجمعية الوطنية
وتضم 113 مقعدًا يتم انتخاب أعضائها عن طريق القوائم الحزبية، وتضم ممثلين من سبعة أحزاب سياسية من أصل تسعة أحزاب يشكلون الحياة السياسية بالنيجر.
والأحزاب الممثلة في الجمعية الوطنية هي: الحركة الوطنية لتنمية المجتمع (47 مقعد)، حزب النيجر الديموقراطي الاشتراكي (25 مقعد)، الائتلاف الديموقراطي الاشتراكي (22 مقعد)، الحشد الديموقراطي الاشتراكي (7 مقاعد)، الحشد الديموقراطي التنموي (6 مقاعد)، حزب التحالف للديموقراطية وتنمية المجتمع (5 مقاعد) وأخيراً الحزب الديموقراطي الاشتراكي (مقعد واحد).

### التقسيم الإداري

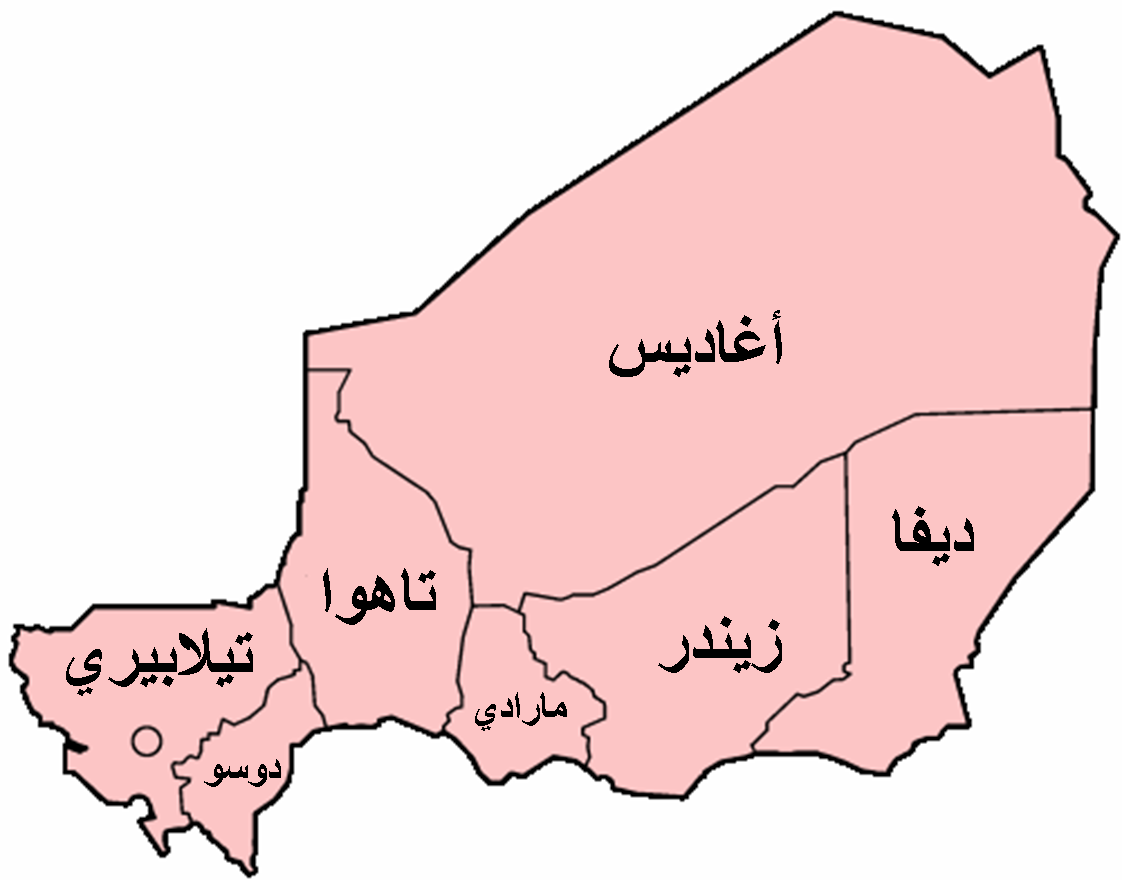
مناطق النيجر

تقسم النيجر إداريا إلى 7 مناطق إدارية ومحافظة مستقلة تمثل العاصمة. وتقسم هذه المناطق إلى 36 إدارة (Department). وهذه الإدارات تم تقسيمها إلى 265 بلدية (Commune) أصغر مختلفة الأنواع حيث يتم تقسيم هذه البلديات إلى: شعبيات حضرية (وهي تلك التي تضم تجمعات بشرية كبيرة) وشعبيات ريفية (وهي قليلة السكان وغالبا ما تقع في المناطق الحدودية أو الصحراوية) وأخيرا المواقع التنفيذية وتمثل مساحات أكبر من صحارٍ غير مأهولة بالإضافة إلى المناطق العسكرية.
ويتم تقسيم البلديات النائية إلى قرى ومستعمرات في حين تقسم البلديات المأهولة إلى أحياء. وقد تمت إعادة تسمية البلديات عام 2002 وذلك في إطار مشروع اللامركزية الذي بدأته الحكومة في عام 1998 حيث كانت النيجر تقسم آنذاك إلى 7 مناطق إدارية و 36 شعبية. والمناطق الإدارية الكبرى للنيجر هي: منطقة أغاديس ومنطقة ديفا ومنطقة دوسو ومنطقة مرادي ومنطقة طاوة ومنطقة تيلابيري ومنطقة زيندر وأخيرا نيامي العاصمة وهي منطقة إدارية مستقلة تقع داخل منطقة تيلابيري الإدارية.

### الأحزاب السياسية
تتشكل الحياة السياسية في النيجر من تسعة أحزاب جميعهم ممثلون في الجمعية الوطنية عدا حزبي الاستقلال والتنمية. والأحزاب السياسية بالنيجر هي: الائتلاف الديموقراطي الاشتراكي (ويرئسه رئيس البرلمان والرئيس الأسبق للبلاد ماهامان عثمان) والحركة الوطنية لتنمية المجتمع (ويرئسه رئيس الوزراء الأسبق حسين عمر، والذي انتخب رئيسا لمجلس الشعب في الحكومة السادسة) والحزب الديموقراطي الاشتراكي وحزب التحالف للديموقراطية وتنمية المجتمع (ويرئسه مأموني جيرماكوي) وحزب الاستقلال (ويرئسه سنوسي جاكو) وحزب النيجر الديموقراطي الاشتراكي (ويرئسه مرشح الرئاسة الأسبق مامادو إيسوفو) وحزب التنمية والحشد الديموقراطي التنموي (ويرئسه حميد القابض) وأخيرًا الحشد الديموقراطي الاشتراكي (ويرأسه شيفو أمادو).

### أحزاب المعارضة

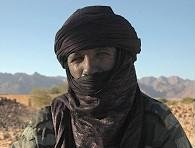
أغالي ألامبو زعيم متمردي الطوارق في النيجر.

تتمثل المعارضة في حركة النيجر من أجل عدالة وهي حركة أنشأها وتزعمها أفراد من قبائل الطوارق المنتشرون في شمال النيجر وقد قامت الحركة بإشعال ثورة الطوارق الثانية عام 2007 والتي أدت إلى اشتباكات عسكرية بين ميليشيات الحركة والقوات الحكومية بالنيجر وتحويل شمال البلاد إلى منطقة نزاع عسكري محظورة وتمنع الصحفيين من تغطية أحداث الاشتباكات الدائرة هناك.
وتتمثل مطالب الحركة في توجيه الحكومة لاستثمارات أكبر لشمال البلاد لدفع عجلة التنمية بها كونها من أكثر المناطق الغنية باليورانيوم على مستوى العالم كما تطالب الحركة بالحد من الحركات الكشفية والتنقيبية عن اليورانيوم لتوفير مساحات كافية لممارسة حرفة الرعي وهي الحرفة الرئيسية لأهل المناطق الشمالية القاحلة والتي تغطيها الصحراء الكبرى بالكامل.
وتتخذ الحركة من منطقة أيار ماسيف الجبلية مقرًا لها ويتزعم الحركة أغالي ألامبو ويقود الجناح العسكري المأمون كالاكووا ويعد النقيب الشريف محمد المختار هو النائب الأول لزعيم الحركة بينما يحتل قائد العمليات كيندو زادا منصب النائب الثاني لزعيم الحركة في حين يشغل عيسى فيلتو منصب المنسق السياسي والمتحدث الرسمي باسم الحركة في أوروبا.
وتنال الحركة دعما من الحركات الانفصالية الأخرى التي تقودها قبائل الطوارق المنتشرة في الدول المحيطة ومن أهمها تحالف 23 مايو 2006 الديموقراطي من أجل التغيير وهي حركة انفصالية تتزعمها قبائل الطوارق الموجودة في مالي.

### العلاقات الخارجية
تواجه النيجر تحديات خارجية متعددة ترتبط بموقعها الجغرافي في منطقة الساحل، وبكونها دولة حبيسة تعتمد على جيرانها في مجالات التجارة والنقل والطاقة. من أبرز هذه التحديات تنامي النشاطات الإرهابية العابرة للحدود، وتدهور الوضع الأمني في الدول المجاورة مثل مالي وليبيا، وانتشار تهريب الأسلحة والمخدرات والبشر، وهو ما يجعل من النيجر نقطة محورية في سياسات الأمن الإقليمي والدولي في غرب أفريقيا.
وتبرز عدة دول فاعلة في الإقليم تلعب أدوارًا متفاوتة في التأثير على الوضع الخارجي للنيجر. في هذا السياق، تُعد الجزائر قوة إقليمية محورية، نظرًا لموقعها الجغرافي، وقدراتها العسكرية، واقتصادها القائم على الطاقة. ترتبط الجزائر بعلاقات حدودية واستراتيجية مع النيجر، وتُشارك في جهود إقليمية لضبط الحدود ومكافحة الإرهاب، كما تستضيف آليات تشاورية مثل "اللجنة الرباعية" للتنسيق الأمني (الجزائر، النيجر، مالي، موريتانيا). وتدفع الجزائر أيضًا باتجاه مشاريع اقتصادية كبرى، من أبرزها مشروع أنبوب الغاز العابر للصحراء، الذي يربط نيجيريا بالجزائر عبر أراضي النيجر.
على الجانب الآخر، تلعب نيجيريا دورًا اقتصاديًا كبيرًا، حيث تمثّل شريكًا تجاريًا أساسياً للنيجر، كما تربطها بها علاقات أمنية معقدة بسبب نشاط جماعة بوكو حرام على الحدود المشتركة. أما فرنسا، فكانت تاريخيًا شريكًا عسكريًا واقتصاديًا وثيقًا، لكن علاقتها بالنيجر توترت بعد انقلاب 2023، مما أدى إلى انسحاب القوات الفرنسية وتعليق عدد من برامج التعاون.
تواجه النيجر أيضًا تحديات مع الاتحاد الأوروبي بسبب دورها كممر رئيسي للهجرة غير النظامية نحو أوروبا. وقد تلقت النيجر دعمًا ماليًا وتقنيًا من بروكسل لاحتواء الهجرة، مقابل تشديد الرقابة على حدودها، إلا أن التغيرات السياسية الداخلية أدت إلى تقليص هذا الدعم مؤقتًا.
وسط هذه التحديات، تسعى النيجر إلى تنويع شركائها الإقليميين والدوليين، والتقارب مع دول مثل الجزائر وتركيا وروسيا، في محاولة لإعادة تشكيل علاقاتها الخارجية بما يخدم مصالحها الأمنية والاقتصادية، بعيدًا عن الارتهان المطلق للقوى الغربية التقليدية.

#### المشكلات الخارجية
في عام 2005 تم حل المشكلة الحدودية بين النيجر وبنين بخصوص جزيرة ليتي الواقعة في نهر النيجر والتي تسببت في النزاع المسلح بين البلدين عام 1963 حيث قضت محكمة العدل الدولية بأحقية النيجر في الجزيرة موضع النزاع. كما تنظر المحكمة إدعاء ليبيا بأحقيتها في مساحة 25,000 كم مربع من مساحة منطقة تومو الحدودية. كما تظل قضية النقطة الحدودية الثلاثية بين النيجر وبنين ونيجيريا معلقة دون حل فاصل لإنهاء المشكلة المتوارثة منذ العهد الاستعماري.

### الجيش

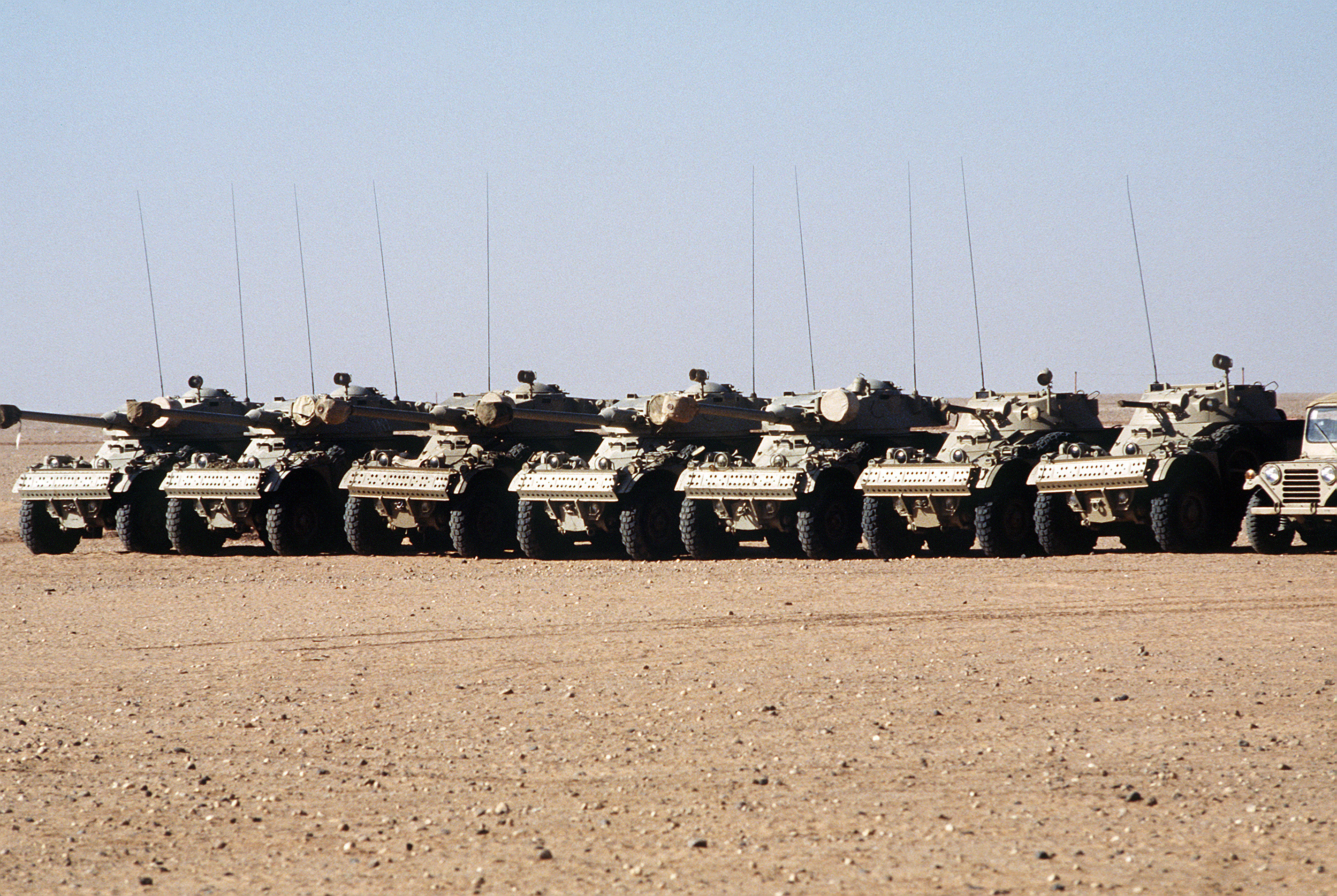
جانب من القوات المسلحة النيجرية.

يبلغ قوام الجيش العامل في النيجر قرابة 12,000 فرد موزعون على أفرع الجيش المختلفة؛ حيث يخدم قرابة 3,700 فرد في سلاح المدرعات و 300 بالقوات الجوية و 6,000 في المشاة. وتمتلك القوات الجوية بالنيجر أربعة طائرات للإبرار الجوي. وتتكون القوات المسلحة من القيادة العامة وقيادة الأفرع والعمليات والتي تضم وحدتين مظلات وأربع وحدات خفيفة وتسع وحدات من الشاة الميكانيكية يتمركزون في مدن تاهوا وأجاديز وديركو وزيندر ونجويجمي ونجورتي وماديويلا. وقد قامت النيجر بإرسال فرقة مظلات إلى ساحل العاج كجزء من قوات مجلس التعاون الاقتصادي لدول غرب إفريقيا لحفظ السلام هناك. كما أرسلت النيجر 400 جندي للمشاركة في قوات التحالف التي قادتها الولايات المتحدة خلال حرب الخليج الثانية عام 1991.
وتعتمد النيجر ميزانية متوسطة للإنفاق العسكري حيث تمثل حوالي 1.3% من إجمالي الناتج المحلي مما يجعلها تحتل المرتية الثانية والعشرون بعد المائة بين دول العالم من حيث الإنفاق العسكري. وتقدم فرنسا الدعم الأكبر للقوات المسلحة بالنيجر كما تقدم بعض الدول الأخرى مثل المغرب والجزائر والصين وليبيا بعض الدعم العسكري. كما يوجد في النيجر قرابة الخمسة عشر خبير عسكري فرنسي وتسليح القوات المسلحة النيجرية بالكامل إما مشترى أو ممنوح من الحكومة الفرنسية.

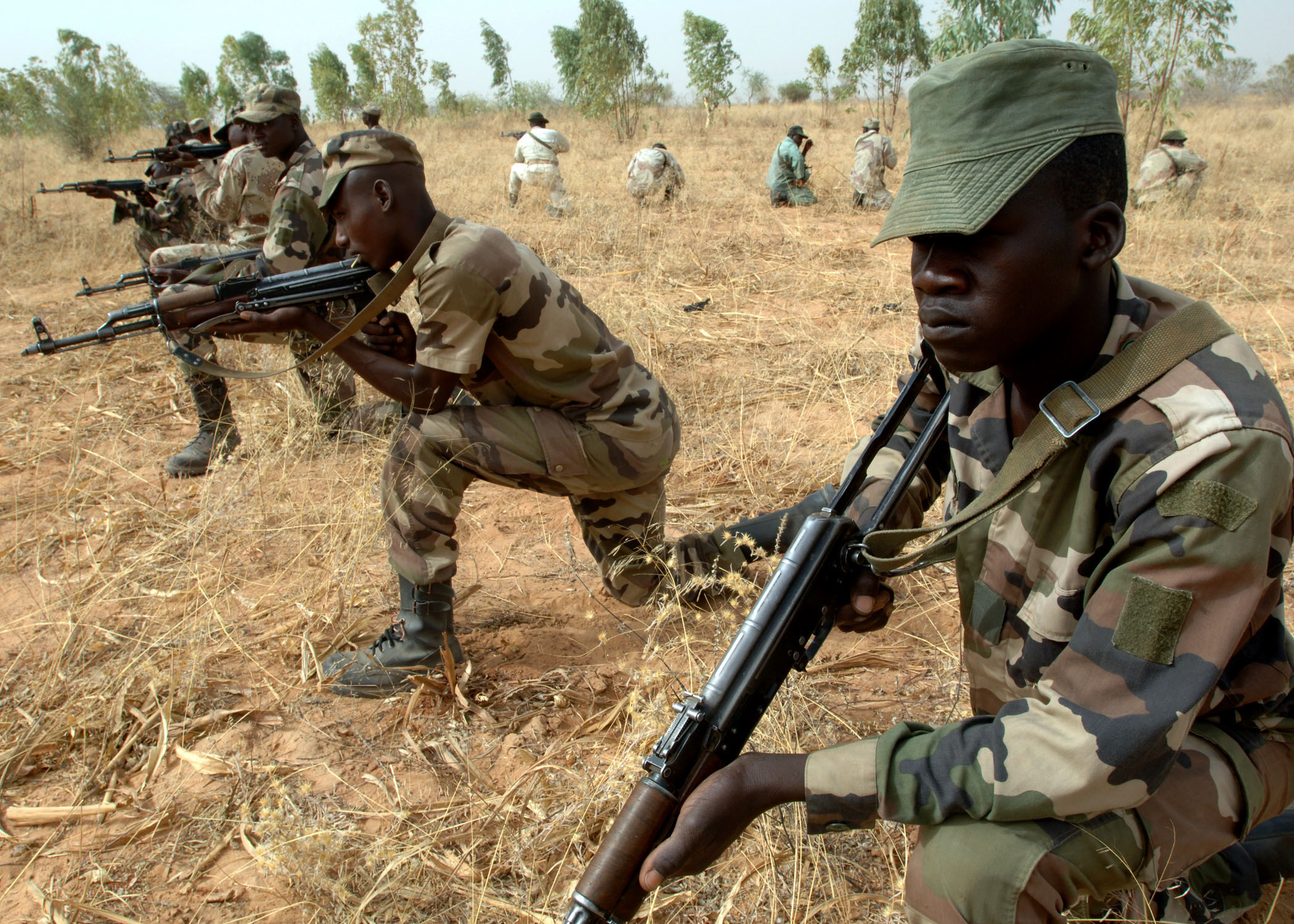
جانب من مناورات فلينتولك مع الجانب الأمريكي عام 2007.

وتركزت مساعدات الولايات المتحدة العسكرية في الماضي على تدريب الطياريين والملاحيين الجويين وكذلك تقديم البرامج التدريبية التخصصية لقادة الأفرع والوحدات وبرامج تدريبية أولية لصغار الضباط. كما تم إقامة برنامج تدريبي عسكري دولي مشترك عام 1983. كما تم فتح مكتب لتمثيل الملحقية العسكرية للولايات المتحدة في يونيو عام 1985 وتم منحه صلاحيات حفظ السلام من قبل القيادة العسكرية بالولايات المتحدة عام 1987. وقد أغلق مكتب الملحقية العسكرية الأمريكية عام 1996 عقب الانقلاب العسكري الذي شهدته البلاد وتم افتتاحه ثانية في يوليو من عام 2000. كما قامت الولايات المتحدة بنقل وتوفير الدعم اللوجستي للقوات النيجرية العاملة في ساحل العاج عام 2003 بالإضافة إلى توفير التدريب العملي على المركبات ومعدات الاتصال لأفراد القوات المسلحة النيجرية المشاركين في قوام القوات المسلحة لمبادرة الساحل وهي عبارة عن قوات عسكرية تقودها الولايات المتحدة كجزء من حربها على الإرهاب وتتلخص مهمة هذه القوات في الكشف والتصدي للحركات التمردية والانفصالية الموجودة بدول الساحل الإفريقي: موريتانيا وتشاد والنيجر ومالي كذلك منع تهريب البضائع والأفراد عبر حدود هذه الدول.

### علم البلاد

علم النيجر

تم اعتماد العلم الحالي للنيجر في 23 نوفمبر عام 1959 بعد سنة من حصولها على الحكم الذاتي من فرنسا والتي كان علمها هو العلم الرسمي للبلاد منذ بداية الاحتلال الفرنسي للبلاد وإقامة المستعمرة العسكرية في زيندر في 23 يوليو عام 1900.
وعلم النيجر عبارة عن ثلاثة خطوط أفقية متساوية باللون البرتقالي والأبيض والأخضر وبداخل الجزء الأبيض قرص برتقالي اللون مما يجعله مماثلا لعلم الهند والذي يختلف عنه بوجود عجلة مسننة زرقاء اللون بدلا من القرص البرتقالي.
ويمثل اللون البرتقالي الصحراء الكبرى والتي تغطي شمال البلاد في حين يمثل الجزء الأخضر المساحات المزروعة في جنوب البلاد حول حوض نهر النيجر كما يدل اللون الأخضر على الإخاء والأمل في المستقبل المشرق وكذلك على الإسلام. كما يمثل اللون الأبيض غابات السافانا الموجودة بالبلاد كما يدل اللون الأبيض على النقاء والأمل وتتمثل الشمس في القرص البرتقالي الموجود في منتصف اللون الأبيض.
وتوجد نفس الدلالات بعلم ساحل العاج ويرجع تصميم العلم إلى العلم الفرنسي والمعروف عالميا باسم «ثلاثي الألوان» بغض النظر عن كون علم النيجر قد اعتمد على الخطوط الأفقية بلاد من الخطوط الرأسية بالنموزج الفرنسي.

## النقل والمواصلات

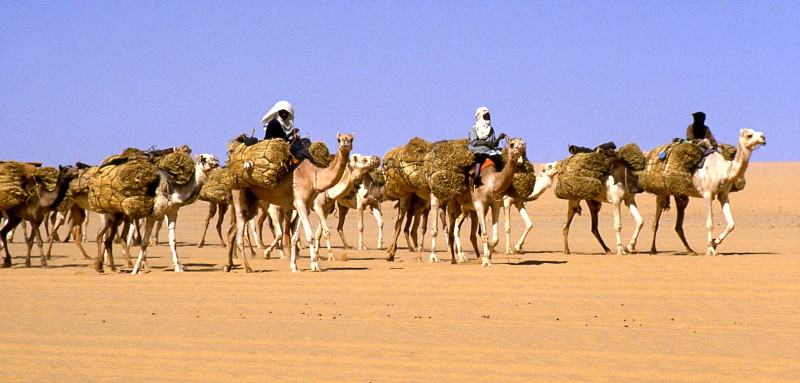
قافلة تجارية تغادر من بلدة بيلما.

يعد النقل حجر الزاوية للازدهار الاقتصادي في تلك البلاد الشاسعة الحبيسة حيث تتباعد المدن عن بعضها البعض وتفصلها مساحات كبيرة غير مأهولة من الصحراء وسلاسل الجبال بالإضافة إلى الموانع الطبيعية الأخرة التي تعيق سهولة التنقل بين أرجاء الدولة. وقد شهد قطاع المواصلات في النيجر تطورا طفيفا خلال الفترة الاستعمارية ما بين عامي 1899 و 1960 معتمدا على النقل عن طريق الدواب أو الإنسان وجزء ضئيل من النقل النهري في أقصى جنوب شرق وجنوب غرب البلاد.
ولا تمتلك النيجر خطوطًا للسكك الحديدية حتى الآن حيث لم يتم إنشأها خلال الفترة الاستعمارية كما بقت الطرق خارج العاصمة نيامي غير معبدة. ونهر النيجر لا يصلح للنقل النهري الثقيل حيث يفتقر للعمق المناسب الذي يسمح لغاطس سفن الشحن الكبيرة للملاحة فيه عدا الفترة بين شهري سبتمبر ومارس من كل عام، كما تعوق الانحدارات النهرية الملاحة في نهر النيجر.
وتظل قوافل الجمال متمتعة بأهميتها التي استمدتها عبر التاريخ حيث تعد الوسيلة الأولى حتى الآن في النقل والتنقل خلال الصحراء الكبرى ومناطق الساحل الإفريقي لدول الجوار والمناطق الواقعة شمال البلاد.

### الطرق

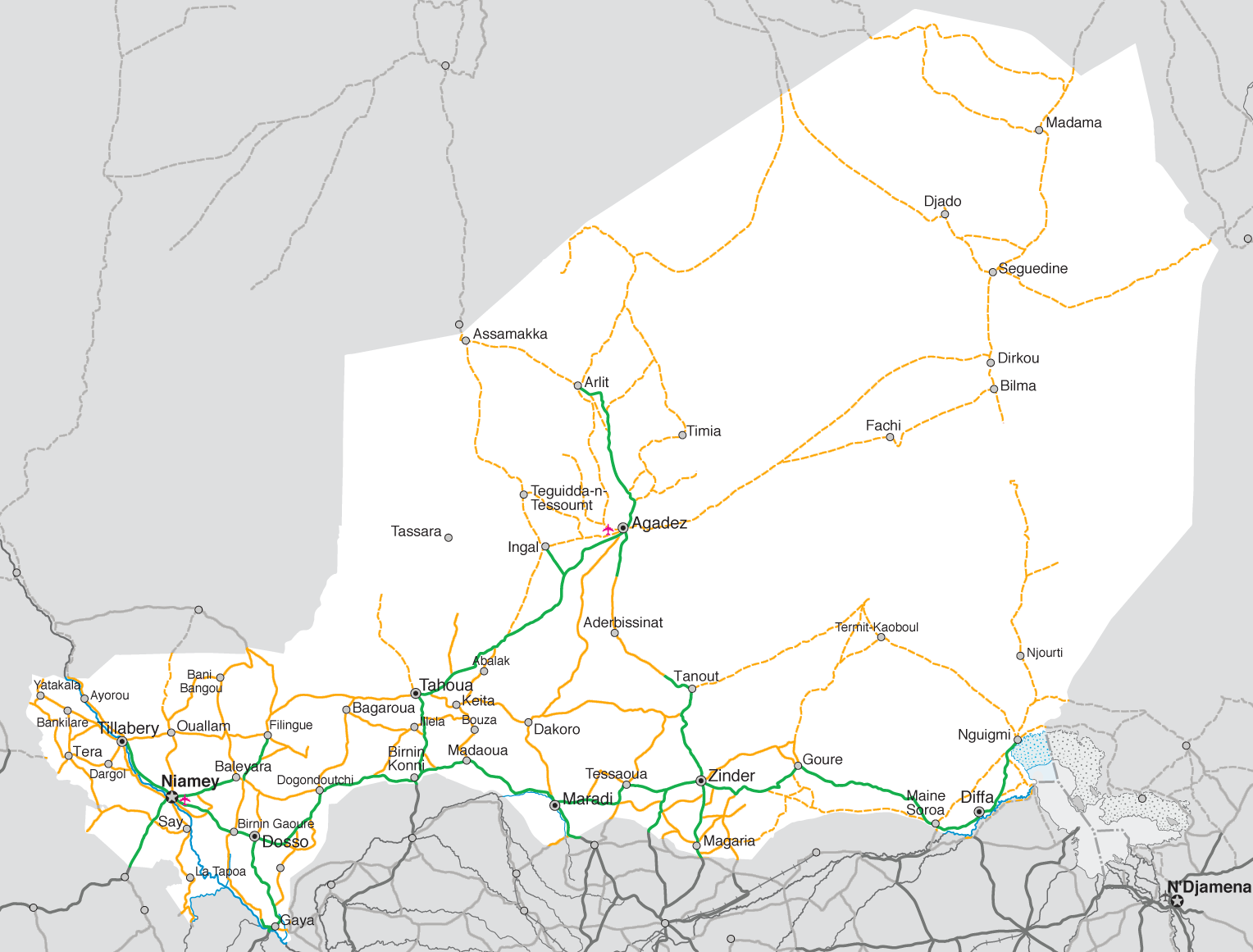
شبكة الطرق بالنيجر.

يعد النقل البري عن طريق سيارات الأجرة والحافلات والشاحنات وسيلة النقل الأولى في النيجر. وبحلول عام 1996 امتلكت النيجر شبكة طرق بطول 10,100 كم 798 كم فقط من هذه الشبكة كانت طرقا معبدة وأغلب هذه الطول الإجمالي للطرق كان واقعا داخل المدن الكبرى فقط ومقسما على اثنين من الطرق السريعة. وبحلول عام 2006 تنامت شبكة الطرق بالنيجر ليصل إجمالي الطرق إلى مسافة 18,550 كم مما جعلها تحتل المرتبة السادسة عشر بعد المائة بين دول العالم من حيث طول شبكة الطرق؛ منها مسافة 3,803 كم من الطرقات المعبدة. وقد تم إنشاء أول الطرق السريعة الكبرى بالنيجر بين عامي 1970 و 1980 لنقل اليورانيوم من مدينة أرليت الشمالية إلى حدود بنين حيث يتم تصدير أغلب الصادرات عن طريق موانئ بمدن كوتونو في بنين ولومي في توجو وأخيرا بورت هاركورت في نيجيريا.
ويمر طريق نقل اليورانيوم بالعديد من المدن الأخرى حيث يبدأ من مدينة أرليت التعدينية بشمال البلاد مرورا بمدن أجاديز وتاهوا وبرنين - كوني ونيامي حتى ينتهي عند الحدود النيجرية - البنينية ويعد جزءا من الطريق الدولي المار بدول الصحراء الكبرى. في حين يربط الطريق الوطني الأول RN1 والمعروف باسم Route Nationale المدن الواقعة بالجزء الجنوبي من البلاد بأقصى الشرق بتلك الواقعة بأقصى الغرب حيث يبدأ الطريق من نيامي مرورا بمارادي ثم زيندر وحتى ديفا بأقصى شرق البلاد.

### النقل الجوي

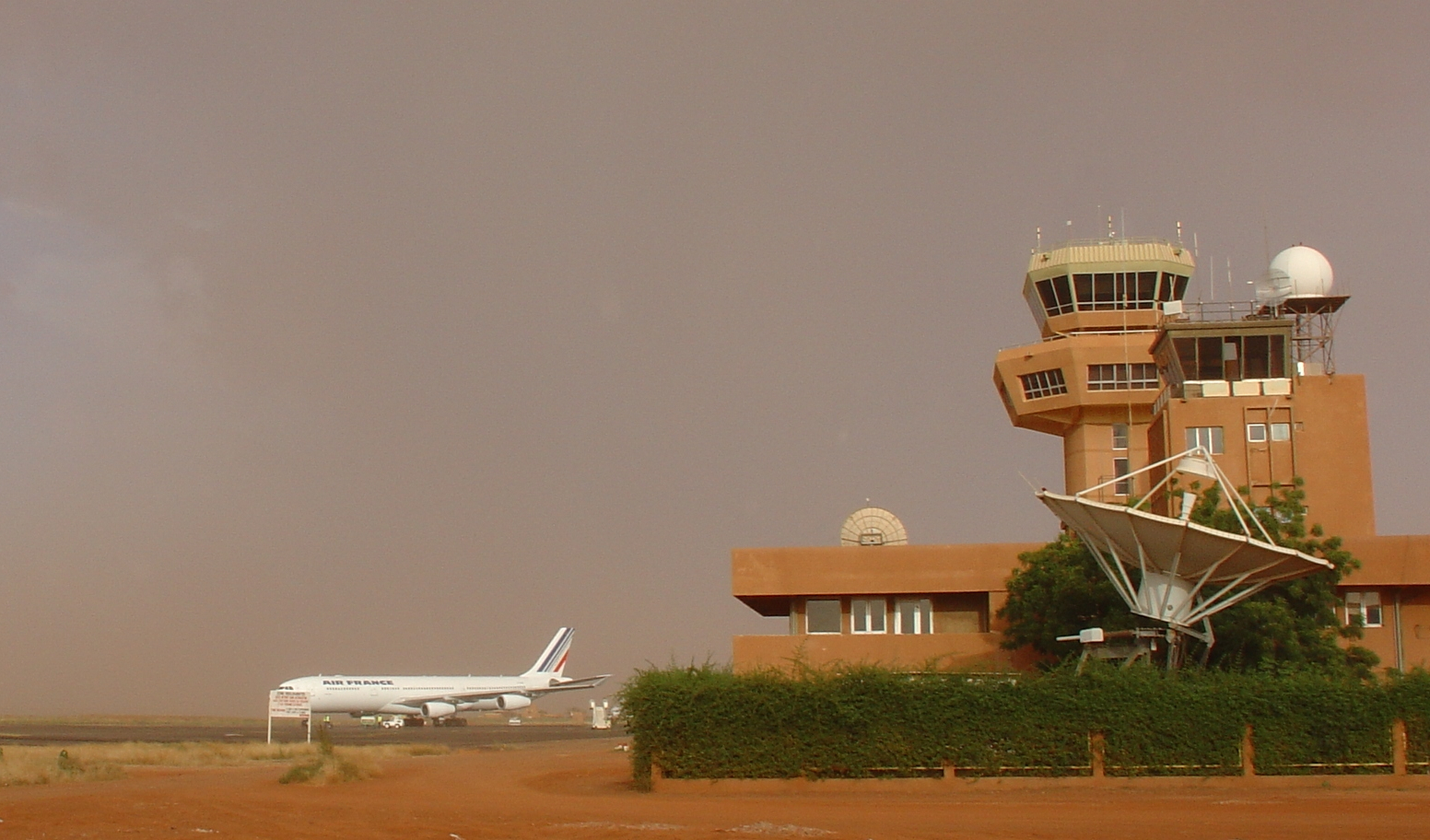
طائرة آير فرانس مرابضة بمطار هاماني ديوري بنيامي.

يُعدّ النقل الجوي أحد وسائل الربط الأساسية بين النيجر والعالم الخارجي، نظرًا لموقع البلاد الجغرافي كدولة حبيسة تفتقر إلى السواحل البحرية. تُشرف الهيئة الوطنية للطيران المدني على تنظيم ومراقبة المجال الجوي وخدمات الطيران في البلاد. يُعد مطار ديوري حمدو الدولي (بالفرنسية: Aéroport international Diori Hamani) في العاصمة نيامي المطار الرئيسي في البلاد، ويقدّم خدماته للرحلات الدولية والإقليمية، بالإضافة إلى رحلات داخلية محدودة.
ترتبط نيامي بعدة عواصم أفريقية وأوروبية عبر شركات طيران دولية مثل طيران فرنسا، الخطوط الجوية التركية، وطيران عزيزي، إلى جانب شركات إقليمية. ويُستخدم المطار كذلك في الأغراض العسكرية والدبلوماسية، ويضم مركزًا للعمليات الجوية المرتبطة بجهود مكافحة الإرهاب في منطقة الساحل.
رغم محدودية البنية التحتية للمطارات، توجد مطارات إقليمية صغيرة في مدن مثل أغاديز ومارادي وزندر، تُستخدم في الغالب للرحلات المحلية أو الطوارئ. تواجه البلاد تحديات في تطوير قطاع النقل الجوي، من بينها ضعف الاستثمارات وقلة شركات الطيران الوطنية، إلى جانب الحاجة لتحسين السلامة والخدمات اللوجستية.

## اقتصاد
يقوم الاقتصاد في النيجر على المحاصيل الموسمية والثروة الحيوانية بالإضافة لامتلاك النيجر واحد من أكبر احتياطيات العالم من اليورانيوم ومع ذلك، أدت مشكلات بيئية مثل الجفاف والتصحر بالإضافة إلى الزيادة السكانية المطردة والتي بلغت 2.9% علاوة على قلة الطلب العالمي لليورانيوم على تراجع عجلة التنمية الاقتصادية بالبلاد.

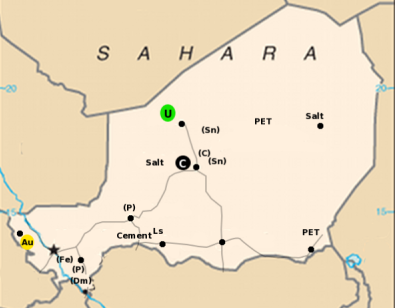
النشاط التعديني بالنيجر.

وتشارك النيجر 11 دولة إفريقية أخرى من دول وسط وغرب إفريقيا الناطقة بالفرنسية نفس العملة وهي فرنك س ف ا والمعروف باسم فرنك مجلس النقد الإفريقي. كما تشارك النيجر سبعة دول من أعضاء المجلس النقدي لدول غرب إفريقيا والمعروف حاليا بـالتجمع الاقتصادي لدول غرب إفريقيا في بنك مركزي واحد وهو البنك المركزي لدول غرب إفريقيا ومقره داكار بالسنغال.
في ديسمبر من عام 2000 تأهلت النيجر لبرنامج خفض الديون للدول المدينة الأشد فقرًا في العالم والتابع لـصندوق النقد الدولي كما تم إبرام اتفاقية لخفض معدلات الفقر وزيادة معدلات النمو. وأدت مبادرة خفض الديون لتوفير الأموال اللازمة للإنفاق على الخدمات الصحية الأساسية والتعليم الأساسي ومكافحة الإيدز والحد من انتشار مرض نقص المناعة المكتسبة ومشروعات البنية التحتية بالمناطق النائية وبعض البرامج الأخرى للحد من انتشار الفقر بالبلاد.
وفي ديسمبر من عام 2005 أعلن صندوق النقد الدولي عن رفع الديون عن النيجر بنسبة 100% مما يعني تنازل الصندوق عن 86 مليون دولار أمريكي من مستحقاته لدى حكومة النيجر وهو نفس العام الذي واجه فيه قرابة 2.5 مليون فرد من شعب النيجر مجاعة قاسية نتيجة الجفاف وهجوم أسراب الجراد على المحاصيل الزراعية. وتعتمد النيجر في توفير 50% من ميزانيتها على معونات الدول المانحة. ومن المتوقع أن تحقق النيجر نموا اقتصاديا من خلال زيادة أعمال التنقيب عن البترول والذهب والفحم بخلاف المعادن الأخرى. كما ساعدت عودة أسعار اليورانيوم في السنوات الخمسة الأخيرة إلى معدلاتها السابقة على دفع عجلة التنمية الاقتصادية قليلا بالدولة.
احتلت النيجر المركز 131 في مؤشر الابتكار العالمي عام 2023. إلا إنها تراجعت إلى المركز 132 في مؤشر عام 2024.

### الزراعة

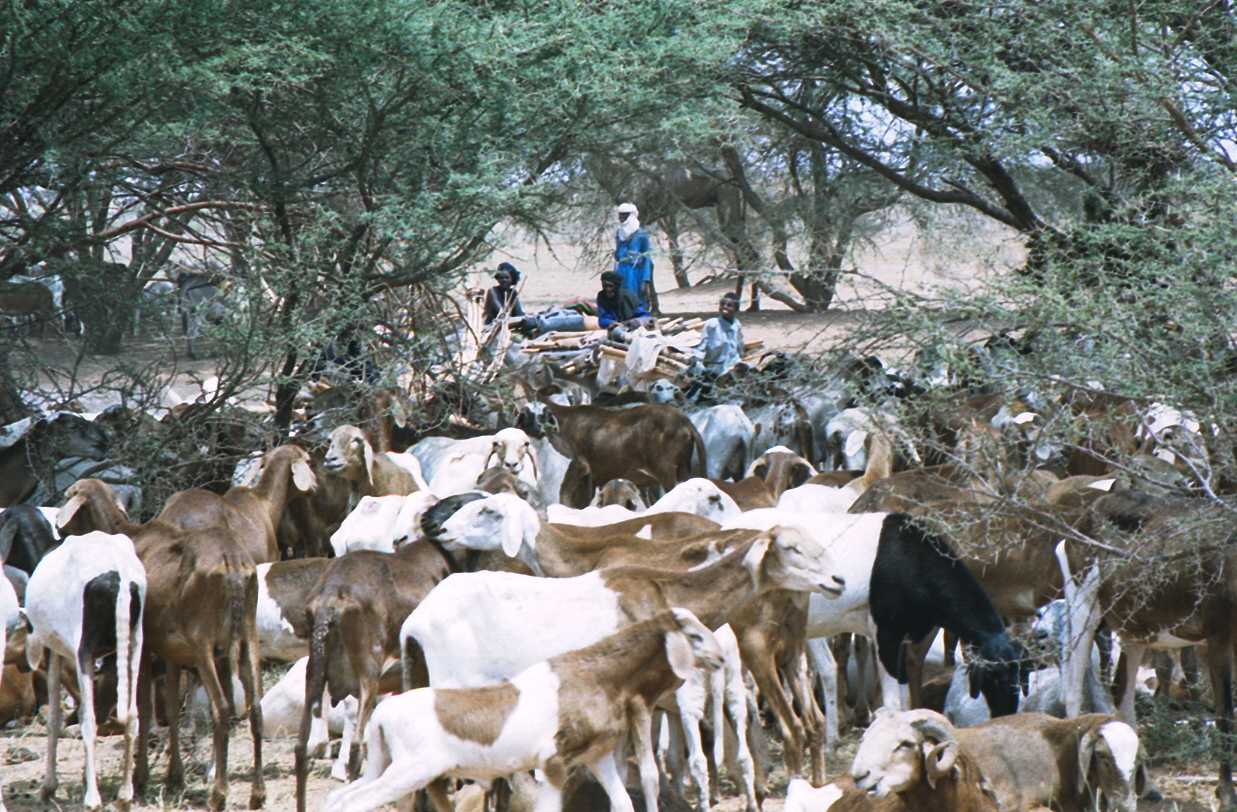
الطوارق أثناء رعيهم لقطعان الماعز.

يعتمد الاقتصاد الزراعي للنيجر بشكل كبير على السوق الداخلية والزراعة الموسمية وتصدير المواد الخام مثل المواد الغذائية والماشية لدول الجوار. ويعمل بالقطاع الزراعي وما يتبعه من تربية للمواشي والدواجن قرابة 82% من إجمالي عدد السكان. ويمثل الإنتاج الحيواني وتربية الماشية حوالي 14% من إجمالي الناتج القومي وتقوم تربية الماشية على تربية الجمال والماعز والخراف والأبقار ويعمل بهذا القطاع حوالي 29% من السكان ويشتغل 53% من إجمالي السكان بالزراعة وإنتاج المحاصيل. وتمثل مساحة الأراضي الصالحة للزراعة نسبة 15% من إجمالي مساحة أراضي النيجر.
وتتم زراعة محاصيل الدخن والذرة الرفيعة والكاسافا اعتمادا على الأمطار الموسمية، كما تتم زراعة الأرز للاستهلاك المحلي في الغرب حول وادي نهر النيجر عن طريق الري. كما تتم زراعة اللوبياء والبصل بغرض التصدير. كما تنتج النيجر كميات محدودة من الثوم والفلفل والبطاطس والقمح. كما تنتج الواحات المتفرقة في شمال البلاد البلح والبصل وبعض الخضروات للتصدير.

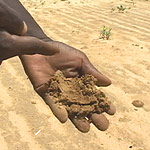
الدمار الذي لحق بالتربة خلال موجة الجفاف التي ضربت البلاد عام 2005.

لذا يتركز معظم الفلاحين والمشتغلين بأمور الزراعة في الجزء الجنوبي الأوسط والجنوبي الغربي من البلاد حيث تصل معدلات هبوط الأمطار ما بين 300 و 600 ملم سنويًا. بالإضافة إلى جزء صغير في أقصى الجنوب الدولة عند مدينة جايا حيث يتراوح منسوب هطول الأمطار ما بين 600 و 900 ملم سنويا. في حين تعتمد الأراضي المزروعة في شمال الدولة جنوب سلسة جبال أيار ماسيف وواحة قوار على الارتفاع الطفيف لمنسوب الأمطار نتيجة تأثير الجبال على العوامل المناخية، في حين تعتمد أغلب المناطق الشمالية الشرقية والشمالية الغربية على كمية محدودة من الأمطار الموسمية والتي تكفي بالكاد أعمال الرعي وتربية الماشية. ويتركز في هذه المناطق المقفرة قبائل من الطوارق والتوبو والفولاني الذين يرتحلون إلى الجنوب خلال موسم الجفاف لبيع وتربية ماشيتهم.
ويختلف منسوب مياه الأمطار من عام لأخر؛ ومع ندرة سقوط الأمطار تواجه النيجر صعوبة في توفير الكميات اللازمة من الغذاء لأفراد شعبها لذا تعتمد على عوائد بيع المحاصيل الزراعية والمعونات الغذائية لسد حاجتها. ومثلها مثل باقي دول منطقة الساحل الإفريقي تختلف نسبة الأمطار سنويا خاصة في القرن العشرين حيث تم تسجيل أشد موجات الجفاف في الستينيات من القرن الماضي والتي استمرت حتى الثمانينيات. ويعد الرعاة هم أكثر المتضررين من مثل هذه الموجات إذ تعرضهم لفقدان قطعان كاملة من الماشية أكثر من مرة خلال تلك الفترة. وقد استمرت مناسيب الأمطار في التغير حيث جائت أمطار عام 2000 غير كافية مما أضر بالزراعة وتربية المواشي في حين جاءت الأمطار عام 2001 وفيرة وهطلت على كافة أرجاء البلاد.

### الصادرات
يعد اليورانيوم أكبر صادرات النيجر، كما تعد حاصلات بيع الدواجن والثروة الحيوانية ثاني أكبر مصادر الدخل القومي للبلاد بالرغم من صعوبة تقدير تلك العوائد فعليا. كما تفوق كمية الصادرات الفعلية التقارير المنبثقة عن الحكومة والتي لا تستطيع حصر قطعان الروؤس الحية التي يتم تصديرها إلى نيجيريا أو حاصلات بيع الجلود الخام أو المشغولات الجلدية الأخرى. كما تم الكشف عن احتياطيات من الفوسفات والحديد والفحم والحجر الجيري والجبس يتم التنقيب عنها وتصديرها للخارج.

#### اليورانيوم
أدى الاستمرار في تراجع سعر اليورانيوم عالميًا إلى تحقيق خسائر كبيرة لعوائد هذا القطاع الصناعي بالنيجر، وبالرغم من ذلك، يظل تصدير اليورانيوم وبيعه مشاركا بنسبة 72% من جملة حصيلة صادرات النيجر. وقد تمتعت النيجر فيما بين عامي 1960 و 1970 بعائدات وفيرة جراء التنقيب عن اليورانيوم وبيعه وتصديره، خاصة بعد اكتشاف منجمين كبيرين لليورانيوم بالقرب من مدينة أرليت الشمالية. ومع نهاية حمى جمع اليورانيوم في أوائل الثمانينيات من القرن الماضي تراجعت الاستثمارات الجديدة في هذا القطاع مما أدى إلى تدهور الوضع الاقتصادي للبلاد. وتمتلك شركة تنقيب فرنسية حق تشغيل اثنين من أكثر مناجم النيجر إنتاجًا وهما: منجم سومير المكشوف ومنجم كوميناك تحت الأرض، وقد تمت أعمال الحفر والتنقيب باستثمارات فرنسية. ومع بداية عام 2007 قامت النيجر بإصدار العديد من تراخيص الحفر والتنقيب عن اليورانيوم للعديد من الشركات العالمية الغير فرنسية الأخرى خاصة من كندا وأستراليا للتنقيب عن احتياطيات جديدة.

#### الذهب
أشارت العديد من التقارير عن وجود كميات كبيرة من احتاطيات الذهب موجودة بين نهر النيجر والمنطقة الحدودية المتاخمة لـبوركينا فاسو. وفي الخامس من أكتوبر لعام 2004 أعلن الرئيس تانجي رسميا عن افتتاح منجم الذهب بهضبة سميرة بمقاطعة تيرا وقدمت له أول سبيكة ذهبية تنتجها النيجر. وقد مثلت هذه اللحظة نقطة تاريخية في تاريخ النيجر المعاصر حيث يعتبر منجم هضبة سميرة هو أول منجم للكشف عن الذهب وإنتاجه وتصديره في النيجر. ويمتلك المنجم شركة ليبتاكو للتعدين وهي شركة مغربية كندية نيجرية مشتركة يمتلك الطرفين المغربي والكندي 80% من الشركة مناصفة في حين تمتلك حكومة النيجر 20% من الشركة. وبلغ إنتاج المنجم في العام الأول 135,000 أوقية بسعر 177 دولار أميركي للأوقية. ويبلغ إجمالي حجم المنجم 10,073,626 طن بمعدل 2.21 جرام للطن مما يتيح إنتاج 618,000 أوقية من الذهب الخالص سيتم استخراجها خلال ست سنوات. كما تتوقع الشركة المالكة العثور على احتياطات أخرى في المنطقة التي أطلق عليها حزام الذهب والواقعة بين مدينتي جوثاي وعولام في الجنوب الغربي للبلاد.

#### الفحم
وتقوم شركة سونيكار (الشركة النيجرية لإنتاج الفحم) ببلدة تشيروزيرين بالقرب من مدينة أجاديز باستخراج الفحم من منجم مكشوف وذلك لتدوير المولدات الكهربائية الخاصة بمناجم اليورانيوم. كما تم الكشف عن احتياطيات من الفحم عالي الجودة في جنوب وغرب البلاد من المنتظر أن تتم البداية في استخراجها وتصديرها للخارج في الوقت القريب.

#### النفط
تمتلك النيجر احتياطيات نفطية كبيرة. ففي عام 1992 تم منح حق استخراج النفط من منطقة هضاب دجادو لشركة هانت أويل الأمريكية، كما تم منح حق التنقيب في صحراء تينيري لشركة النفط الوطنية الصينية كما تم منح حق الكشف والتنقيب بمنطقة أجاديم الواقعة في ديفا شمال بحيرة تشاد لشركتي إكسون موبيل وبيترونز الأمريكيتيين إلا أن التنقيب لم يتخط َ المراحل الكشفية.
وفي عام 2008 أعطت الحكومة النيجرية حق الانتفاع بمنطقة أوجاديم لشركة النفط الوطنية الصينية حيث أعلنت النيجر أن الشركة الصينية سوف تقوم بإنشاء الآبار والتي سيتم افتتاح 11 بئر منهم بحلول عام 2012 بقدرة إنتاجية تصل إلى 200,000 برميل يوميا بالإضافة إلى مصنع تكرير بالقرب من مدينة زيندر وخطوط للأنابيب لنقل النفط تمتد لخارج حدود البلاد وذلك مقابل خمسة مليارات من الدولارات الأمريكية.
وتمتلك النيجر احتياطيات من النفط تقدر بنحو 324 مليون برميل تم الكشف عنهم وبانتظار الكشف عن احتياطيات جديدة بصحراء تينيري بجوار واحة بيلما وقد أعلنت النيجر عن أملها في إنتاج أول برميل للنفط تصدره للسوق الدولية بحلول عام 

#### معدلات النمو
أسفر التنافس الاقتصادي الناتج عن قرار يناير لعام 1994 بخفض قيمة فرنك مجلس النقد الإفريقي عن تحقيق زيادة في النمو الاقتصادي السنوي تقدر بنحو 3.5% خلال منتصف التسعينيات من القرن الماضي إلا أن الاقتصاد النيجري شهد تراجعا كبيرا بسبب تضائل حجم المساعدات الأجنبية عام 1999 (ولكنها عادت تدريجيا مرة أخرى عام 2000) بالإضافة إلى ندرة سقوط الأمطار عام 2000. ومع موسم جيد للأمطار عاد الاقتصاد النيجري ليشهد طفرة تنموية عام 2001 محققا نسبة نمو تقدر بـ5.1% بنهاية عام 2000 ثم 3.1% عام 2001 ليتضاعف عام 2002 محققا نسبة 6.0% وأخيرا 3.0% عام 2003 مما يدل على الدور الهام الذي تلعبه الزراعة في الكيان الاقتصادي للنيجر.
وقد أعادت الحكومة النظر في بعض القوانين الاقتصادية من أجل تحرير الاقتصاد والارتفاع بمعدلات الدخل القومي؛ حيث قامت الحكومة بتعديل قانون الاستثمار مرتين عامي 1997 و 2000 وقانون البترول عام 1992 وقوانين التعدين عام 1993 من أجل جلب استثمارات أكبر للبلاد ودفع الشركات والهيئات العالمية لاستثمار أموالهم في قطاع الثروة المعدنية بالبلاد. وتسعى الحكومة الحالية لاستقدام الاستثمارات الأجنبية للبلاد يقينا منهم أنها حجر الزاوية للنهوض بالاقتصاد وتنمية المجتمع. وقد قامت الأمم المتحدة بمساعدة النيجر اقتصاديًا من خلال برنامج الأمم المتحدة للتنمية والذي عمل على عودة الروح ونهوض قطاع الأعمال الخاص بالبلاد.

### إعادة الهيكلة الاقتصادية والديون

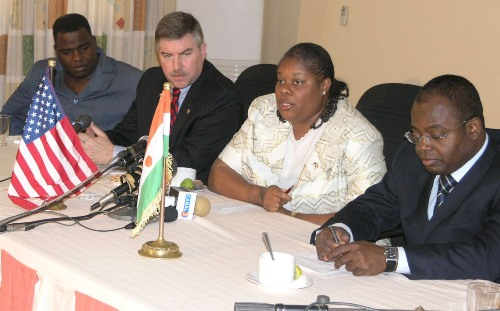
توقيع إحدى الاتفاقيات الاقتصادية مع الجانب الأمريكي.

في يناير من عام 2000 تسلمت الحكومة المنتخبة إرثا ثقيلا من المشكلات والأعباء المالية والاقتصادية تتمثل في خلو الخزانة العامة للدولة وديون حكومية نتيجة لعدم صرف رواتب الموظفين لمدة 11 شهرا سابقا بالإضافة لمدفوعات وإعانات الدراسة في ظل تراجع العوائد الحكومية وغنخفاض نسبة الاستثمار وزيادة في الديون الحكومية سواء كانت داخليا أو خارجيا. وبحلول ديسمبر من العام نفسه تأهلت النيجر لبرنامج خفض الديون التابع لصندوق النقد الدولي والموجه للدول الأكثر مديونية والأشد فقرا في العالم وما عقبه من توقيع اتفاقيات من جانب الحكومة وصندوق النقد الدولي للحصول على معونات في صورة منح لا ترد للحد من الفقر وزيادة النمو الاقتصادي.
وبالإضافة إلى إضفاء التعديلات على الموازنة العامة للدولة، عمدت النيجر على إعادة هيكلة الاقتصاد عن طريق تبني برامج الخصخصة التي دعا إليها صندوق النقد الدولي حيث قامت الحكومة بخصخصة شركات توزيع المياه وشركات الاتصالات ورفع قوانين حماية الأسعار عن المنتجات البترولية مما يجعل تحديد الأسعار في يد السوق العالمية كما تقوم الحكومة الآن بخصخصة العديد من شركات قطاع الأعمال.
وفي سعيها الجاد لمواكبة خطة صندوق النقد الدولي للحد من الفقر وتنمية المجتمع تسعى الحكومة للحد من الاضطرابات الداخلية وذلك عن طريق دعوة كل فئات المجتمع وجماعاته العرقية من الاستفادة من خطة مكافحة الفقر وتمديد مظلة المشروعات الصحية ومشروعات التعليم الأساسي ومشروعات البنية التحتية بالمناطق النائية وكذلك إعادة هيكلة القضاء لتشمل كل أرجاء البلاد. كما وضعت الحكومة خطة طويلة المدى لخصخصة شركة الكهرباء الحكومية (نيجيليك) إلا أن الخطة بائت بالفشل عام 2001 ومرة أخرى عام 2003 وذلك لعدم القدرة على الحصول على عرض مالي مناسب. كما قامت الحكومة في عام 2009 بإعادة تأميم هيئة البريد وشركة الاتصالات الرئيسية (سونيتيل) والتي سبق وأن قامت بخصخصتهما عام 2001.
وتظل عمليات الخصخصة بالبلاد محلًا للنقد، حيث صرح مقرر الأمم المتحدة لبرنامج الغذاء العالمي أن عمليات الخصخصة التي تتم في النيجر تلقي بظلالها فقط على الفقراء الذين يزدادون فقرًا وسوءا في الأحوال المعيشية نظير عدم قدرتهم على مواكبة ارتفاع أسعار الخدمات والمعيشة. كما حملت التقارير الحكومة في النيجر الأوضاع السيئة الناجمة عن تحرير الاقتصاد مما أضر بصغار المزارعين والنساء بالمناطق النائية من الدولة.

#### المساعدات الخارجية

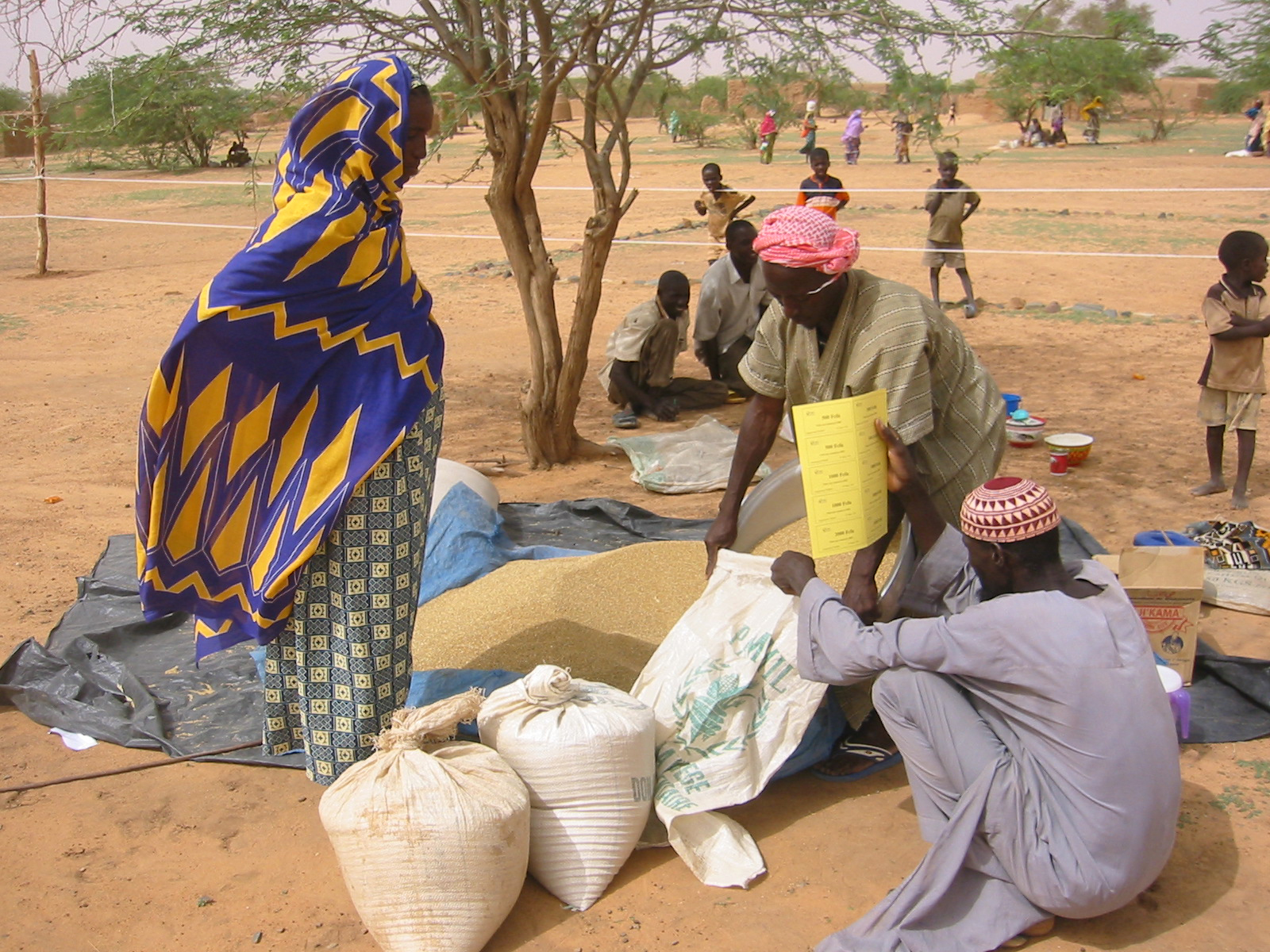
معرض للبذور أقيم في زيندر عام 2006 تحت رعاية مكتب المعونة الأمريكية.

تعد كل من فرنسا والاتحاد الأوروبي والبنك الدولي وصندوق النقد الدولي بالإضافة إلى العديد من هيئات الأمم المتحدة مثل برنامج الأمم المتحدة للتنمية واليونسيف ومنظمة الأغذية والزراعة وبرنامج الأغذية العالمي وصندوق الأمم المتحدة للسكان من أكبر الجهات المانحة للنيجر. كما تضم قائمة الدول المانحة كلا من: الولايات المتحدة وبلجيكا وألمانيا وسويسرا وكندا والسعودية والكويت. وبالرغم من عدم وجود مكتب تمثيلي للوكالة الأمريكية للتنمية الدولية USAID إلا أن الولايات المتحدة تقدم سنويًا معونات للنيجر تقدر بنحو عشرة ملايين من الدولارات من أجل برامج التنمية بالبلاد.
وتعد الولايات المتحدة شريكا سياسيا أساسيا في مثل تلك المناطق من العالم وذلك عن طريق توفير الأمن الغذائي ومكافحة مرض الإيدز. وترجع أهمية المعونات الأجنبية إلى أن قرابة 80% من رأس المال الحكومي في النيجر من أموال المساعدات الخارجية والمنح التي تقدمها الدول والهيئات. وقد وجهت الأمم المتحدة عام 2005 نظر العالم إلى الحاجة المتزايدة لتوجيه الدعم والمنح للنيجر نظرا للتهديدات التي تشهداها البلاد جراء الجفاف وهجوم أسراب الجراد مما أدى إلى الأزمة الغذائية التي شهدتها البلاد عام 2005 والتي هددت حياة قرابة المليون شخص في ذلك الوقت.

## سكان

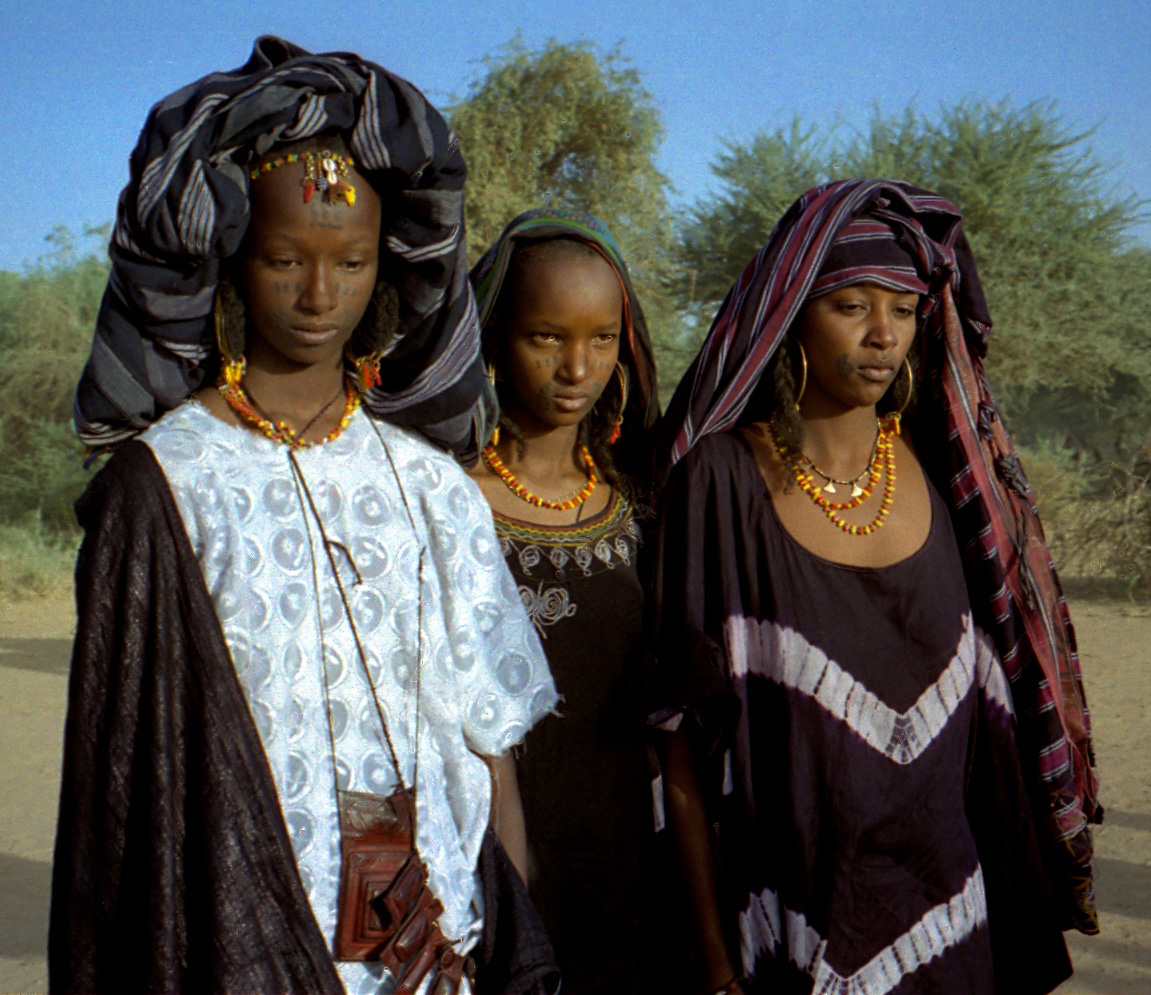
نساء عرقية وداب النيجرية مع وشم الوجه التقليدي.

ينتمي أكثر من نصف سكان النيجر إلى جماعة الهوسا العرقية، واحدة من أعرق الشعوب الإفريقية والتي تمثل غالبية السكان في الجزء الشمالي من نيجيريا وقبائل الدجيرما - سونجي والذين يتواحدون في مالي وقبائل الجورمانتشيه وهم عبارة عن مزارعين مستقرين يعملون في الزراعة ويسكنون الجزء الجنوبي من البلاد.

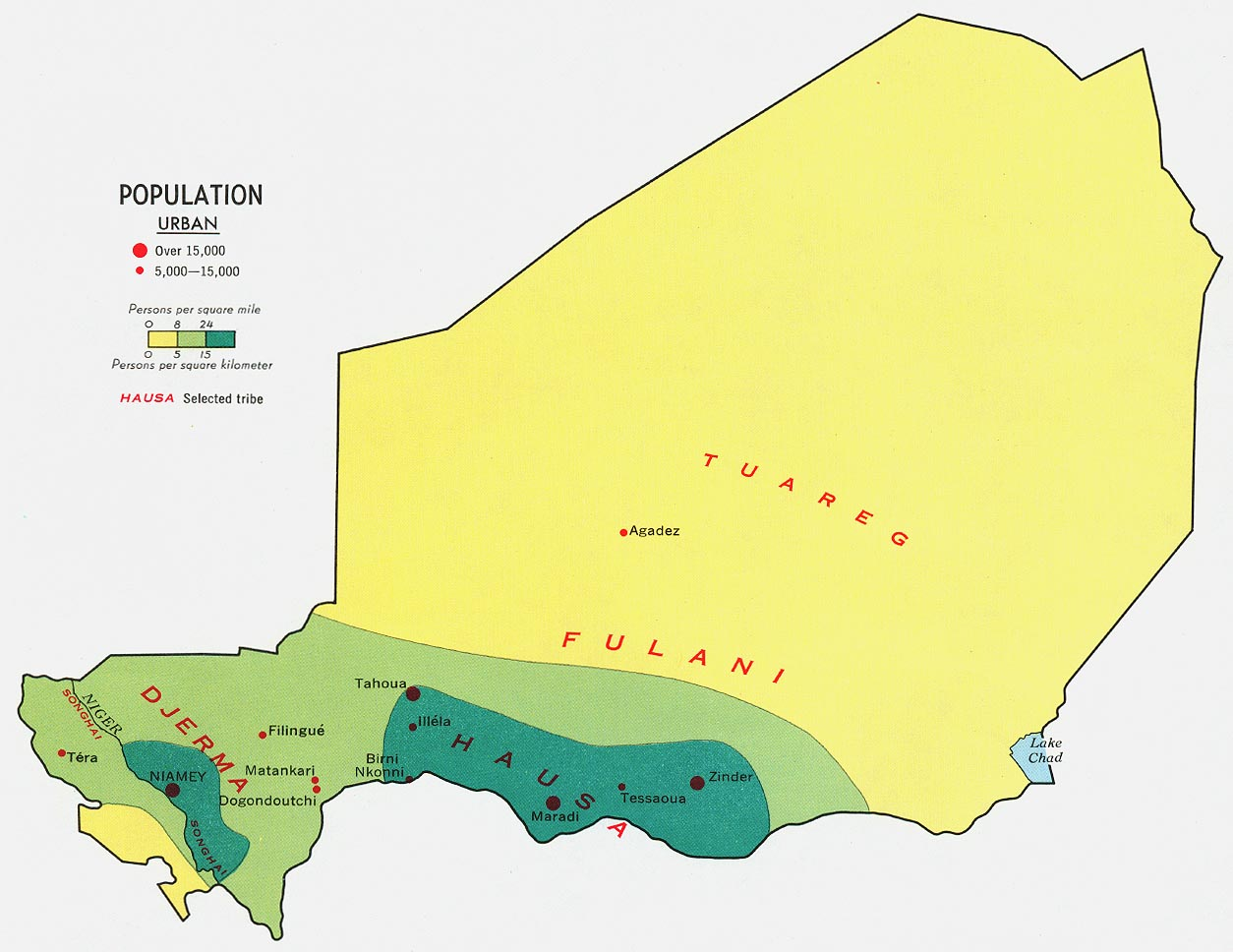
مناطق تمركز الجماعات العرقية المختلفة في النيجر.

في حين ينتمي الجزء الباقي من شعب النيجر إلى القبائل البدوية الرحالة أو القبائل شبه البدوية من الفولاني والطوارق والكانوري والعرب والتوبو والذين يمثلون مجتمعين قرابة 20% من إجمالي سكان النيجر. ونظرِا للتزايد المتسارع للسكان والرغبة في السيطرة على الموارد الطبيعية أصبحت أساليب الزراع ومربي الماشية الحياتية هي الأساليب المؤثرة في الحياة في النيجر.
وتمتلك النيجر نسب متقاربة لنسب الوفيات في الأطفال لتلك التي تمتلكها دول الجوار حيث تصل نسبة الوفيات للأطفال (نسبة الوفيات في الأطفال بين سن عام وأربعة أعوام) إلى معدلات مرتفعة إلا أنها متوقعة حيث تصل لـ248 حالة لكل 1,000 طفل حي وترجع هذه الزيادة إلى تدهور حالة القطاع الصحي بالبلاد وكذلك التغذية الغير كافية لأغلب أطفال البلاد. وقد صرحت مؤسسة إنقذوا الأطفال (و هي مؤسسة بريطانية دولية) أن النيجر تمتلك أعلى نسبة للوفيات بين الأطفال على مستوى العالم .
ومع ذلك تمتلك النيجر أيضا أعلى نسبة خصوبة على مستوى العالم حيث تقدر عدد المواليد لكل إمراة في سن الإنجاب بـ 7.2 مولود للمرأة الواحدة؛ مما يعني أن قرابة نصف سكان النيجر (تحديدا 49%) تقل أعمارهم عن 15 عام. وقد سجلت المدارس الابتدائية بالبلاد نسبة حضور وصلت لـ30% بين عامي 1996 و 2003 تمثل 36% من جملة الأطفال الذكور و 25% فقط من جملة الأطفال الإناث . إلا أن الإحصائيات الحكومية لم تشير إلى نسبة الأطفال الذين يتلقون تعليمهم في المدارس الأهلية أو المدارس الإسلامية والتي تعرف في بعض مناطق الوطن العربي باسم الكتاب.

## ثقافة

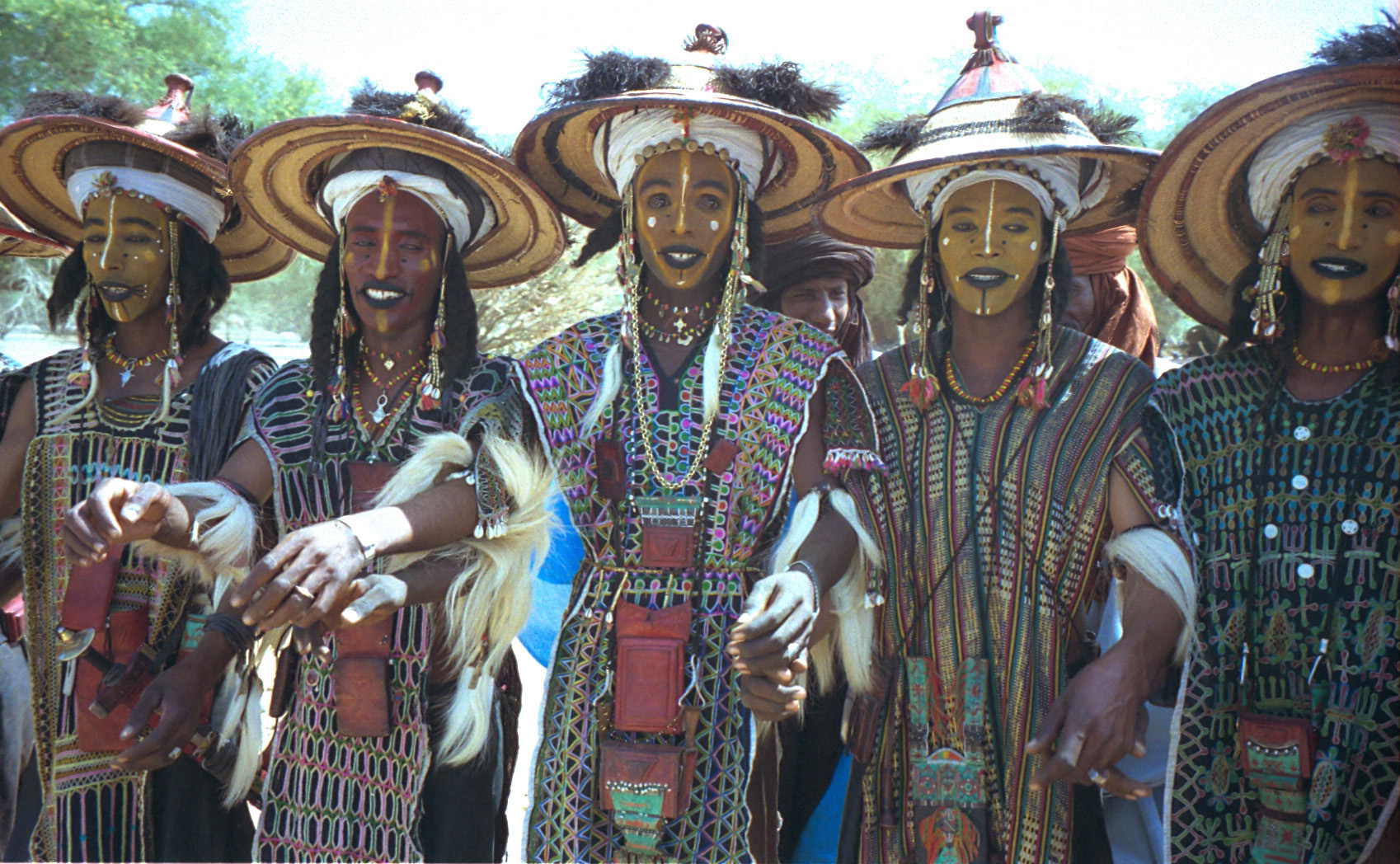
رجال من شعب الودابي يؤدون رقصة يانكي تقليدية في شمال النيجر عام 1997.

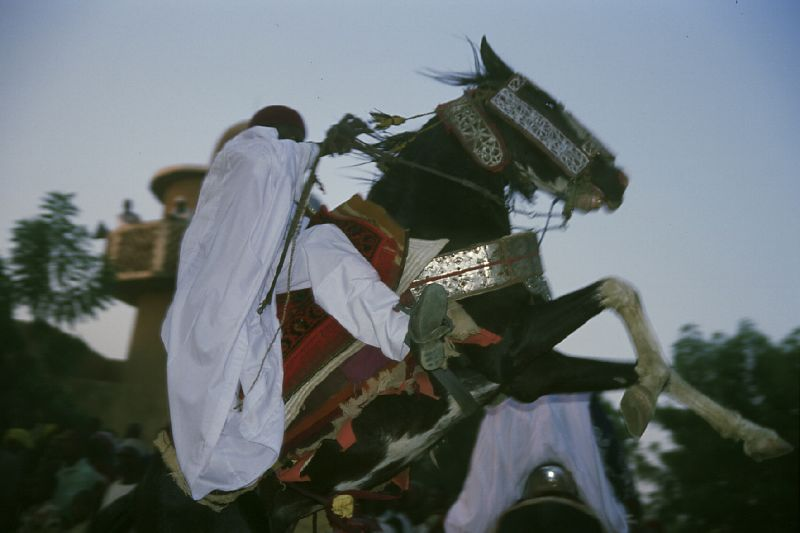
خيالة في مهرجان رمضاني تقليدي في مدينة زيندر.

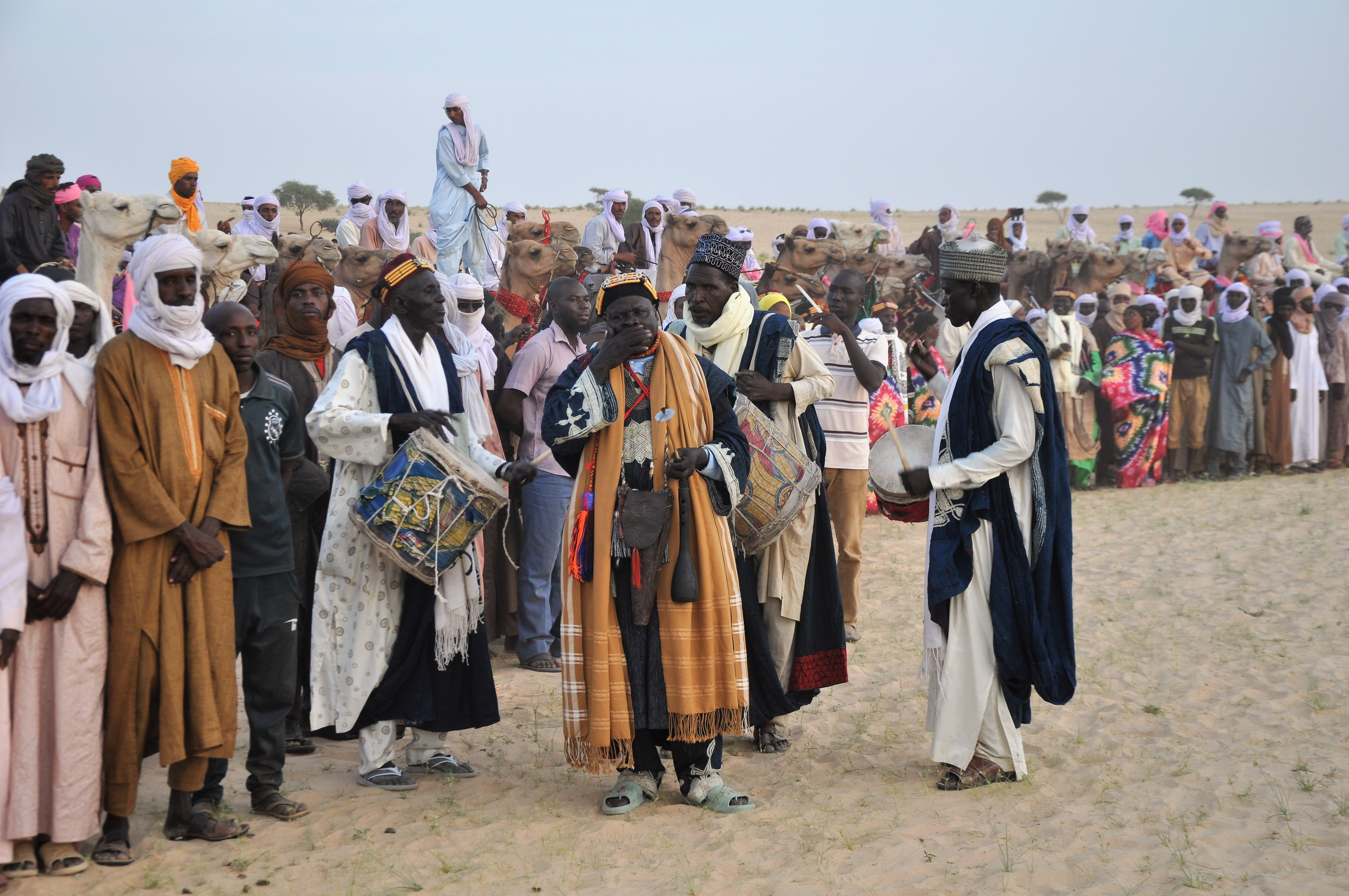
موسيقيو التبو في حفل رسمي.

تتميز الثقافة في النيجر بالتعددية والاختلاف وهو ما قام به المستعمر الفرنسي في بدايات القرن العشرين الذي عمل على دمج العديد من الثقافات ومزجها وصهرها في بوتقة واحدة ليخرج لنا ما هو معروف الآن بثقافة النيجر. فالمعروف لدينا الآن باسم النيجر هو مزيج لدمج أربعة ثقافات متباينة لشعوب مختلفة استوطنت هذا المكان قبل وصول الاستعمار الفرنسي إليه؛ فهناك ثقافة قبائل الدجيرما والتي استوطنت المنطقة الواقعة حول حوض نهر النيجر في الجنوب الغربي، في حين كانت الأطراف الشمالية للبلاد والتي كانت تسكنها قبائل الهوسا والتي كونت دويلات صغيرة قاومت استعمار خلافة صكتو تلك الدويلات التي امتدت حتى وصلت للحدود الجنوبية للبلاد مع نيجيريا، وهناك أيضا مزارعي الكانوري الذين استوطنوا حوض بحيرة تشاد في أقصى شرق البلاد، وقبائل التوبو الرعوية التي كانت في يوم من الأيام جزءا لا يتجزأ من إمبراطورية قانم - بورنو الإسلامية، وأخيرًا قبائل الطوارق الالبدوية الذين يسكونون المناطق الشاسعة شمال البلاد التي تغطيها الصحراء الكبرى وسلاسل جبال أيار ماسيف.
كل من هذه التجمعات بالإضافة إلى المجموعات العرقية الصغيرة الأخرى مثل قبائل الوودابي الفولانية التي لها ثقافتها الخاصة وعاداتها وتقاليدها الفريدة. وقد حاولت الحكومات المتعاقبة على البلاد دمج هذه الثقافات المختلفة وخروج منها بثقافة متوحدة لأفراد الشعوب أجمع؛ إلا أن هذه المحاولات قد بائت بالفشل نتيجة لعدة أسباب لعل أهمها أن المجموعات العرقية الكبرى المكونة للمجتمع النيجري لكل منها تاريخها الخاص التي لا تريد التنازل عنه من أجل الأخرى ن بالإضافة إلى أن هذه الجماعات العرقية ما هي إلا جزء صغير من جماعة عرقية أكبر أجبر أفرادها على الانتشار والتشتت في دول أخرى نتيجة الاستعمار.
وحتى التسعينيات من القرن الماضي بقيت السلطات الحكومية والمناصب السياسية العليا في أيدي أبناء الجماعات العرقية التي استوطنت نيامي وأهالي الدجيرما المنتشرين في المناطق المحيطة دون أدنى تمثيل لأبناء قبائل الهوسا ساكني المناطق الحدودية بين بلدتي بريني - إنكوني ومايني سوارا حيث ظهر تأثيرهم أكثر وضوحا في الحياة السياسية بدولة نيجيريا المجاورة عنه في النيجر.

### المطبخ
يتميّز المطبخ في النيجر بتنوّع مكوناته واعتماده على منتجات محلية مثل الدخن، والذرة، والفاصوليا، والخضروات الجذرية. تُعدّ الأطعمة التقليدية في البلاد جزءًا من العادات اليومية، وتعكس التقاليد الثقافية لمختلف المجموعات العرقية مثل الهوسا، والزَرما، والطوارق. يعتمد السكان بشكل كبير على الحبوب في إعداد وجباتهم، وغالبًا ما تُطهى على شكل عصيدة (تو)، وتُقدّم مع صلصات غنية بالخضار والتوابل. ومن الأطباق الشائعة الطوسو (عصيدة من الدخن تُقدّم مع مرق حار)، والكوسي (كرات مقلية من الفاصوليا)، والطاجين النيجرّي، بالإضافة إلى جولوف رايس الذي يُطهى بالأرز والطماطم والتوابل. ويُستخدم اللحم بشكل أقل في الأطباق اليومية نظرًا لارتفاع تكلفته، بينما تحظى الأسماك المجففة بشعبية في المناطق القريبة من نهر النيجر. كما تُستهلك الفواكه الموسمية بكثرة مثل المانجو والبابايا والبطيخ. ينعكس الطابع الإسلامي في البلاد على عادات الأكل، حيث تُقدّم معظم الأطعمة وفقًا لأحكام الحلال.

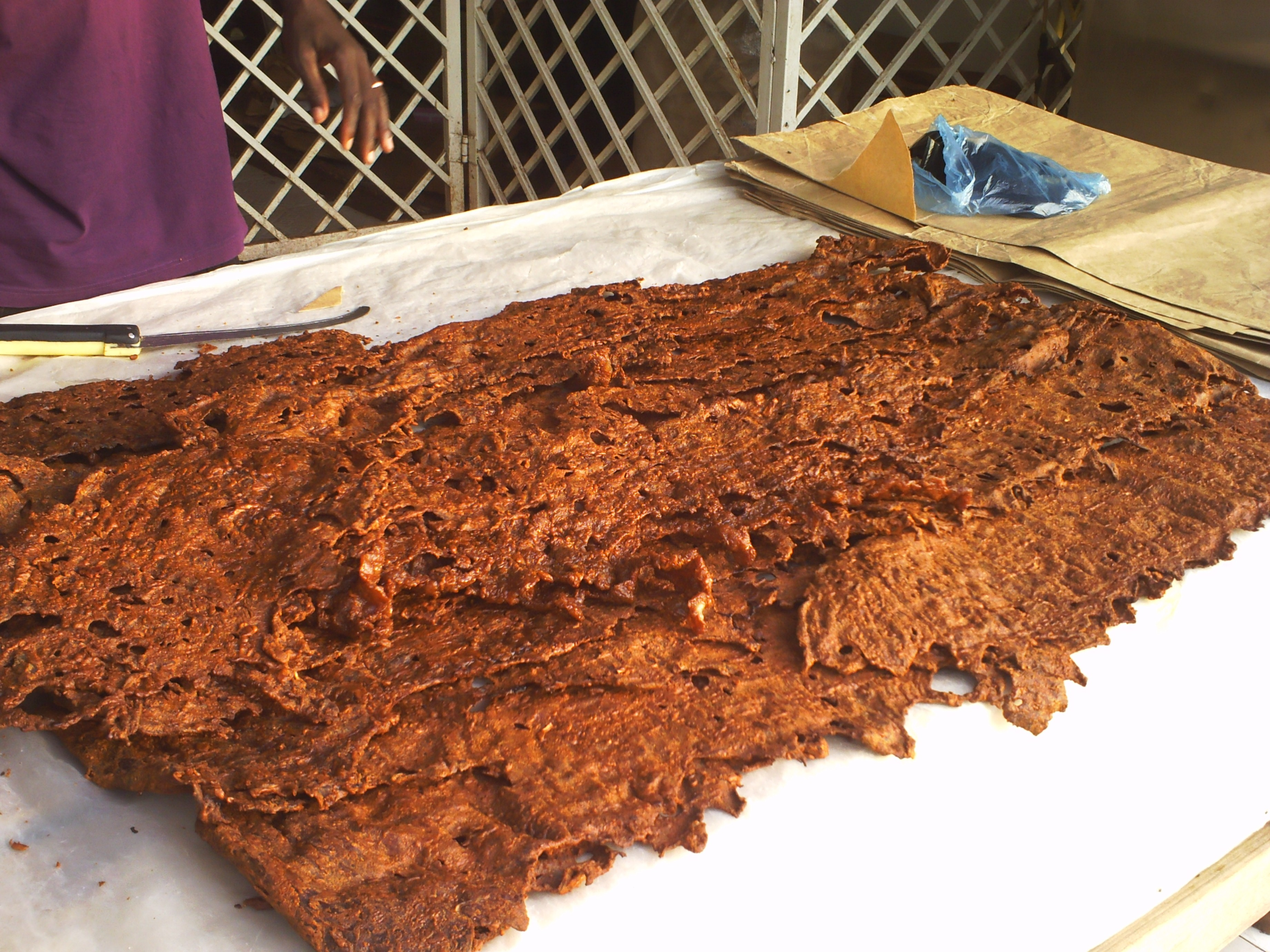
كيليشي، من المأكولات في النيجر.

## الدين

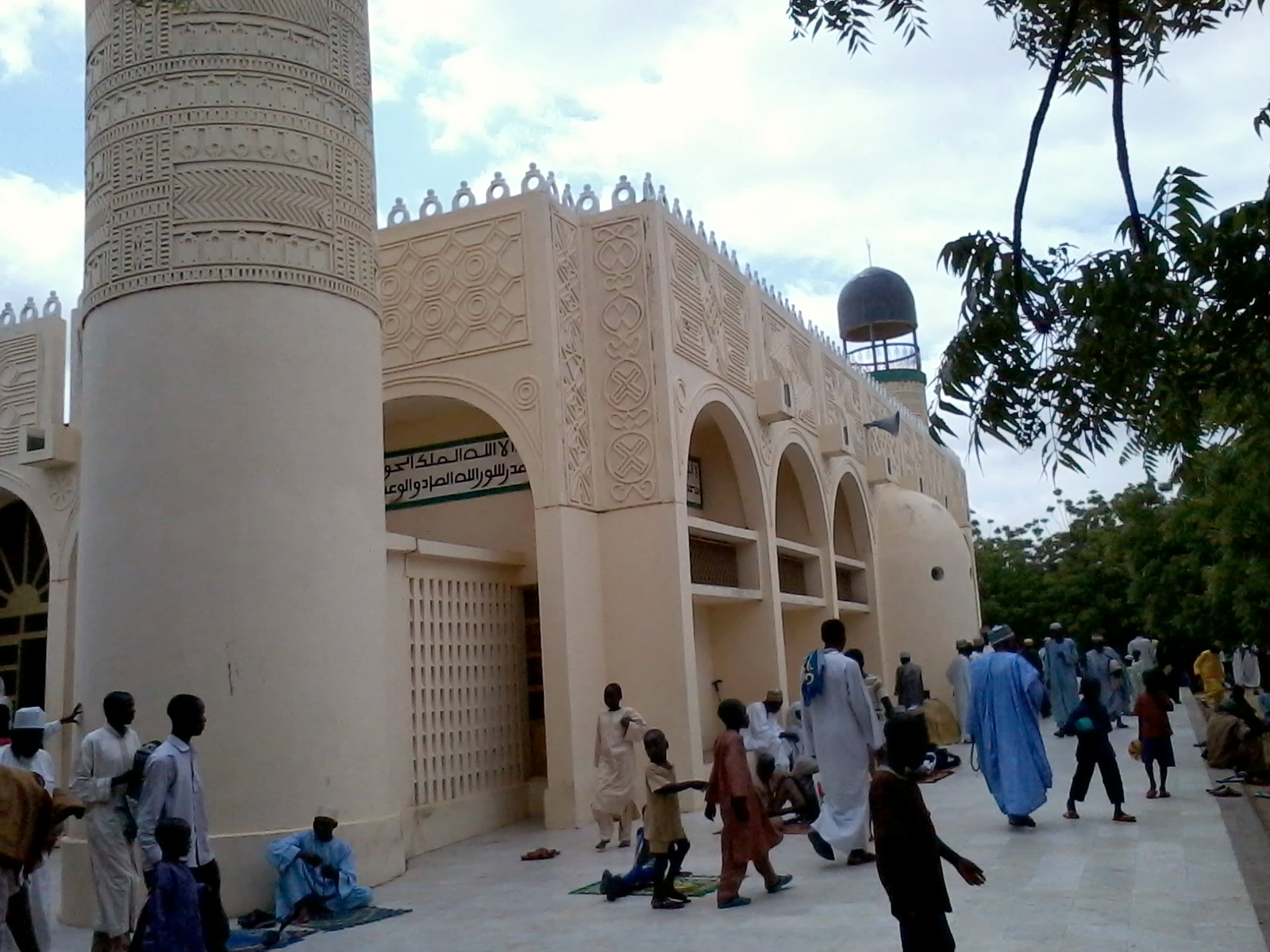
مسجد تشانا مارادي

النيجر دولة علمانية ويتم ضمان الفصل بين الدولة والدين بموجب المادتين 3 و175 من دستور 2010، والتي تنص على أن التعديلات أو التنقيحات المستقبلية قد لا تعدل الطبيعة العلمانية لجمهورية النيجر. والحرية الدينية محمية بموجب المادة 30 من نفس الدستور. لقد ساهم الإسلام، الذي انتشر على نطاق واسع في المنطقة منذ القرن العاشر، في تشكيل ثقافة وأعراف شعب النيجر بشكل كبير. الإسلام هو الدين الأكثر انتشارًا، ويمارسه 99.3% من السكان وفقًا لتعداد عام 2012. من إجمالي سكان النيجر بالإسلام مع وجود تجمعات صغيرة يدين أهلها بالديانات الإحيائية وتجمعات أخرى يدين أهلها بالمسيحية وقد ساعد على انتشار الأخيرة العديد من البعثات التبشرية التي قدمت للبلاد إبان الاحتلال الفرنسي بالإضافة إلى المغتربين من أوروبا وغرب إفريقيا.

#### الإسلام

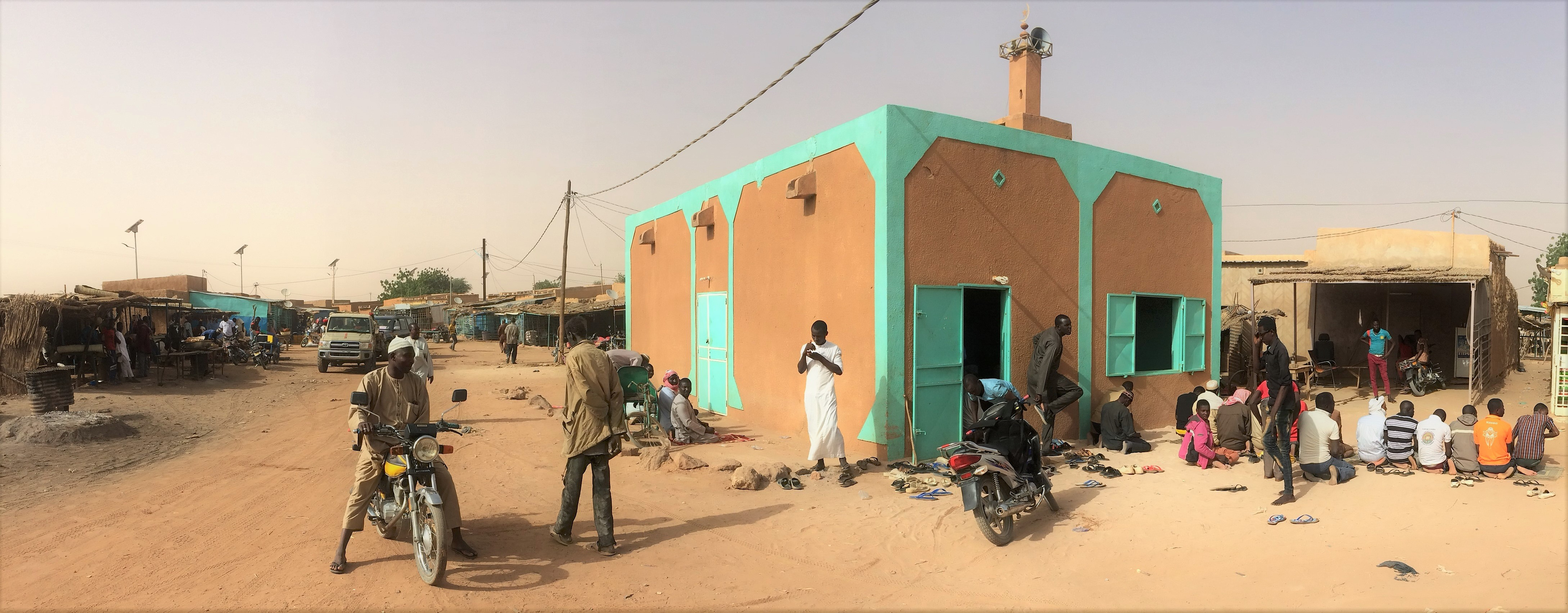
مسجد صغير في فيلينغوي.

بدأ انتشار الإسلام في المنطقة المعروفة بالنيجر الآن خلال القرن الخامس عشر للميلاد ساعده في ذلك تعاظم سلطان إمبراطورية سونغاي واتساعها حتى وصلت لأراضي حوض نهر النيجر بالإضافة إلى قوافل التجارة القادمة من مصر والمغرب العربي. كما ساعد توسع الطوارق في الشمال واستيلائهم على واحات الشرقية من إمبراطورية قانم - بورنو في القرن السابع عشر الميلادي على نشر الممارسات الدينية للأمازيغ المسلمين في هذه الأماكن.
في حين تأثرت المناطق المأهولة بالجماعات العرقية من أهل قبائل الهوسا وقبائل الدجيرما بشكل كبير خلال القرنين الثامن عشر والتاسع عشر للميلاد بالحركة الصوفية والتي عملت على نشرها خلافة صكتو التي ظهرت في نيجيريا الحالية. في حين ترتبط الممارسات الدينية في النيجر الآن بالطريقة التيجانية مع وجود جماعات صغيرة تتبع طرق صوفية أخرى مثل الطريقة الحمالية والطريقة النياصية (و كلاهما منبثقتين عن الطريقة التيجانية) في الغرب والطريقة السنوسية في أقصى الشمال الشرقي للبلاد حيث الحدود مع ليبيا.
كما توجد أيضا مراكز متفرقة لأتباع نهج السلف في العقود الثلاثة الماضية وتنحصر هذه المراكز في العاصمة نيامي ومارادي هذه الجماعات على علاقات بجماعات أخرى مماثلة تسكن مدينة جوس النيجيرية وظهرت هذه الجماعات على السطح خلال الاشتباكات الدينية العنيفة التي شهدتها مدينة جوس في التسعينيات من القرن الماضي والفترة ما بين عامي 2001 و 2008.
وبالرغم من ذلك، تحافظ النيجر على الظهور بمظهر دولة القانون العلمانية. كما تظهر الحياة في النيجر علاقات وطيدة وقوية بين معتنقي المذاهب والتيارات الدينية المختلفة وتتسم الممارسات الدينية لمسلمي البلاد بالتراحم وتقبل معتقدات الآخر مهما كانت والبعد عن التشدد وعدم التعرض للحريات الشخصية لمعتنقي الديانات الأخرى. وحالات الطلاق وتعدد الزوجات تكاد تكون معدودة في النيجر والنساء هناك غير منعزلات وارتداء الحجاب ليس ضروريآ ولا تفرضه السلطات أو الهيئات كما تقل نسبة المتحجبات في التجمعات العمرانية الكبيرة. كما يتم بيع الخمور والمنتجة محليًا دون قيود في معظم مناطق.[بحاجة لمصدر]

#### الإحيائية
لا يزال هناك عددٌ محدودٌ من سكان النيجر يمارسون بعض الديانات والمعتقدات الإحيائية ولا يدينون بأي ديانة إبراهيمية، ولكن لا يوجد إحصاء محدد يذكر هذه الأعداد بوضوح. فحتى القرن التاسع عشر من الميلاد، عجز المسلمون عن الوصول إلى المناطق الجنوبية الوسطى من البلاد. حتى تغلغله في المناطق القريبة لم يكن كاملاً، مما حدّ من انتشاره في هذه البقاع. ولكن تظل هناك تجمعات مسلمة تمارس شعائرها الدينية حيث يقطن الرعاة الفولاني من الوودابي والتوبو وقبائل الهوسا أصحاب المعتقدات الإحيائية، وذلك ردّاً على إقامة هذه الجماعات لشعائرها الدينية الخاصة.
ويدخل في عِداد هذه الفئة المحدودة من الإحيائيين قبائلُ الهوسا التي تتحدث لغة الماوري وتسكن بلدة دوجوندوتشي في الجنوب الغربي للبلاد وقبائلُ الكانوري التي تتحدث لغة المانجا بالقرب من مدينة زيندر، وكلتا المجموعتين تمارس عقائد محلية موجودة قبل دخول الإسلام البلاد. وتعرف هذه العقائد بديانة الماجوزاوا، وهي ديانة أسستها شعوب الهوسا. كما توجد مجتمعات إحيائية صغيرة من السونجاي والبودوما في الجنوب الغربي للبلاد.

## الإعلام

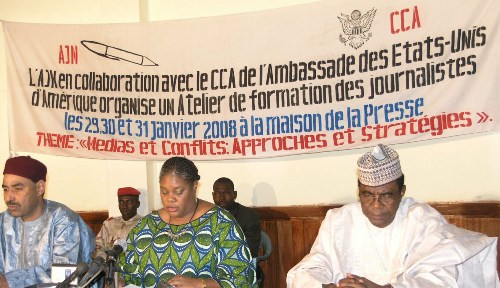
أحد مؤتمرات التعاون بين المكتب الإعلامي للسفارة الأمريكية والمجلس الأعلى للإعلام.

بدأت النيجر في صناعة الإنتاج الإعلامي المتنوع في أواخر التسعينيات من القرن الماضي. وقبل قيام الجمهورية الثالثة لم يكن بمتناول شعب النيجر سوى متابعة الإعلام الحكومي الموجه. فيما تظهر المؤشرات الآن طفرة في بيع الصحف والمجلات ووسائل الإعلام المقرؤة عامة في العاصمة نيامي. وتعد جريدة الساحل Le Sahel الحكومية أكثر الجرائد توزيعا في البلاد. ويعتبر الراديو أهم الوسائل الإعلامية في النيجر وأكثرها انتشارا وذلك لعدم قدرة العديد من أبناء شعب النيجر وخاصة الفقراء قاطني المناطق النائية على شراء أجهزة تيليفزيون كما تعوق النسبة العالية من أبناء شعب النيجر الأميين الصحف عن الانتشار والارتقاء للمرتبة الأولى في سلم الوسائل الإعلامية كما هو الحال في مختلف البلاد في العالم.
وبالإضافة إلى الشبكات الإذاعية الوطنية والمحلية هناك أربع شبكات إذاعية خاصة تقوم ببث أكثر من 100 قناة إذاعية على موجاتها؛ ثلاثة من هذه الشركات الأربعة (مجموعة أنفاني الإذاعية وسارونيا وتينيري) تعد شركات إذاعية تجارية تقوم بتغطية المناطق الحضرية بالدولة وتقوم ببث إرسالها على تردد الـFM للمدن الكبرى فقط.، بالإضافة إلى الشركة الرابعة والتي تديرها هيئة الإذاعة الوطنية والتي تقوم ببث أكثر من 80 قناة وتغطي كل المناطق في الدولة بلا استثناء. وقد بلغت نسبة متابعي البرامج الإذاعية في النيجر قرابة 7.6 مليون فرد عام 2005 أي ما يوازي حينها حوالي 73% من إجمالي شعب النيجر.
وبجانب الإذاعات النيجرية هناك الإذاعة البريطانية BBC والتي تبث بلغات الهوسا يتم نقلها ومتابعتها في أرجاء متعددة من البلاد خاصة في الجنوب بالقرب من الحدود مع نيجيريا. وهناك أيضا راديو فرنسا الدولي والذي يعاد بث إرساله بالفرنسية خلال بعض القنوات التجارية أو عن طريق الأقمار الصناعية. كما تمتلك شركة تينيري الإذاعية محطة تيليفزيونية قومية مستقلة تحمل نفس الاسم.
وبالرغم من تمتعهم بحرية نسبية على المستوى المحلي، يشكو الصحفيون بالنيجر من تعقب السلطات لهم وعدم قدرتهم على التعبير عن رأيهم بحرية حيث تعتمد الصحافة في النيجر كلية على الحكومة في توفير النفقات اللازمة مما يجعلها دائما تحت تصرف السلطات الحكومية. ويقوم بالرقابة على الصحف والإعلام المجلس الأعلى للإعلام وهو جهاز مستقل تم إنشاؤه في أواخر التسعينيات من القرن الماضي ويرئسه منذ عام 2007 السيد داوودا دياللو. وقد قامت المنظمات الدولية لحقوق الإنسان بانتقاد السلطات في النيجر بسبب معاقبتها لكل من ينتقد سياسات الدولة مما يتنافى مع المبادئ الأساسية لحقوق الإنسان وقوانين حرية الصحافة الدولية.

## الرياضة
تُعدّ الرياضة جزءًا مهمًا من الحياة الاجتماعية والثقافية في النيجر، حيث تُمارس بشكل غير رسمي في الأحياء والمجتمعات، إلى جانب النشاطات الرسمية التي تُشرف عليها الهيئات الرياضية. تُعتبر كرة القدم الرياضة الأكثر شعبية في البلاد، وتمثل الفريق الوطني النيجري في البطولات القارية والدولية، ويُعرف باسم منتخب النيجر لكرة القدم. شارك المنتخب في كأس الأمم الإفريقية لأول مرة عام 2012، ثم كرر المشاركة عام 2013، وهو ما اعتُبر إنجازًا بارزًا للرياضة النيجريّة.
كما تحظى رياضات مثل المصارعة التقليدية بشعبية خاصة في المناطق الريفية، حيث تُنظم مهرجانات محلية تجمع بين الرياضة والفلكلور. وتُمارس رياضات أخرى مثل كرة السلة وألعاب القوى والركض في المدارس وبعض الأندية المحدودة في المدن الكبرى كنيامي وزندر. رغم التحديات المتعلقة بالبنية التحتية وقلة الدعم المالي، تسعى الدولة من خلال وزارة الشباب والرياضة إلى تطوير المجال الرياضي وتعزيز مشاركة الشباب فيه.

### المشاركات الأوليمبية
شاركت النيجر في كل دورات الألعاب الأوليمبية الصيفية منذ انطلاقها لأول مرة عام 1964 وحتى عام 2008، ولم تتخلف سوى عن دورتي 1976 و 1980. وبالرغم من طول مشاركتها الأوليمبية إلا أن النيجر لم تتمكن من الحصول إلا على ميدالية أوليمبية واحدة وهي ميدالية برونزية أحرزها الملاكم إيزاك دابورج خلال منافسات وزن فوق المتوسط بدورة الألعاب الأوليمبية التي أقيمت في ميونخ عام 1972 ليسجل لبلاده الإنجاز الرياضي الوحيد على مدى التاريخ وحتى يومنا هذا.
| الألعاب    |   |   |   | المجموع |
| ميونخ 1972 | 0 | 0 | 1 | 1       |
| المجموع    | 0 | 0 | 1 | 1       |

## وصلات خارجية
- بوابة النيجر
- إنفو نيجر موقع بعدة لغات عن النيجر.
- الجمعية الوطنية للنيجر موقع حكومي رسمي

| مناطق النيجر                                                          | مناطق النيجر | علم النيجر |
| أغاديس \| ديفا \| دوسو \| مرادي \| نيامي \| طاوة \| تيلابيري \| زيندر |              |            |